# Ligue Europa 2013-2014
Navigation
Édition précédente Édition suivante
La Ligue Europa 2013-2014 est la quarante-troisième édition de la seconde plus prestigieuse coupe européenne inter-clubs, la cinquième sous le nom de Ligue Europa. Organisée par l'UEFA, les éliminatoires de la compétition sont ouverts aux clubs de football des associations membres de l'UEFA, qualifiés en fonction de leurs bons résultats en championnat ou coupe nationale.
La finale a lieu le 14 mai 2014 dans le Juventus Stadium, en Italie. Elle est remportée aux tirs au but par le Séville FC face au Benfica Lisbonne. C'est la troisième fois que le club andalou remporte la compétition, après les éditions 2006 et 2007.

## Participants

### Nombre de places par association
Le schéma de qualification pour la Ligue Europa 2013-2014 ne diffère pas de la saison précédente :
- Les associations aux places 1 à 6 ont 3 clubs qualifiés
- Les associations aux places 7 à 9 ont 4 clubs qualifiés
- Les associations aux places 10 à 51 ont 3 clubs qualifiés – à l'exception de celle du Liechtenstein avec un seul club qualifié
- Les associations aux places 52 à 53 ont 2 clubs qualifiés
- Les 3 premières associations du Prix du fair play UEFA obtiennent une place supplémentaire
- 33 équipes éliminées de la Ligue des Champions 2013-2014 sont repêchées dans cette compétition.

Le tenant du titre, Chelsea est qualifié d'office pour la phase de groupes. Or, le club est déjà qualifié pour la Ligue des champions de l'UEFA 2013-2014 via le championnat d'Angleterre. En conséquence, une place reste vacante. Pour combler cette place manquante, plusieurs changements sont effectués : 
- le vainqueur de la coupe nationale de la 7e association (Russie) accède à la phase de groupes au lieu du tour de barrages.
- le vainqueur de la coupe nationale de la 17e association (Chypre) accède au tour de barrages au lieu du troisième tour de qualification.
- le vainqueur de la coupe nationale de la 19e association (République tchèque) accède au troisième tour de qualification au lieu du deuxième.
- les vainqueurs de coupe nationale des 33e et 34e associations (Irlande et Slovénie) accèdent au deuxième tour de qualification au lieu du premier.

### Fair play financier
Pour cette édition, quatre clubs sont suspendus pour ne pas avoir obtenu de « licence UEFA », pour cause de manquement aux règles de comptabilité et de gestion (« fair-play financier »).

### Règles de distribution des places par association nationale
Les places attribuées par association nationale vont par ordre de priorité :
- à l'équipe vainqueur de la coupe nationale
- aux équipes les mieux classées dans les championnats nationaux et non qualifiées en Ligue des Champions.
- à l'équipe vainqueur de la coupe de la Ligue (Angleterre et France).
- à l'équipe finaliste de la coupe nationale, si le vainqueur de cette coupe est qualifié pour la Ligue des Champions.

Cet ordre de priorité détermine le tour préliminaire d'entrée le plus tardif en qualifications et pour la phase de groupes de la Ligue Europa. Les vainqueurs des coupes nationales des associations classées aux six premières places du classement UEFA sont directement qualifiés pour la phase de groupes.
Si l'association nationale dispose d'une place supplémentaire au titre du fair play UEFA, cette place est attribuée à l'équipe la plus fair-play du classement national et non qualifiée en coupe d'Europe (Ligue des Champions ou Ligue Europa).
| Seizièmes de finale | Seizièmes de finale | Seizièmes de finale | Seizièmes de finale | Seizièmes de finale | Seizièmes de finale | Seizièmes de finale | Seizièmes de finale | Seizièmes de finale | Seizièmes de finale | Seizièmes de finale | Seizièmes de finale | Seizièmes de finale | Seizièmes de finale | Seizièmes de finale | Seizièmes de finale |
| --- | --- | --- | --- | --- | --- | --- | --- | --- | --- | --- | --- | --- | --- | --- | --- |
| - 4 « meilleurs troisièmes » repêchés de la phase de groupes de la Ligue des Champions : - SSC Naples (46.829) - Benfica Lisbonne (102.833) - Chakhtar Donetsk (94.951) - FC Bâle (59.785) | - 4 « meilleurs troisièmes » repêchés de la phase de groupes de la Ligue des Champions : - SSC Naples (46.829) - Benfica Lisbonne (102.833) - Chakhtar Donetsk (94.951) - FC Bâle (59.785) | - 4 « meilleurs troisièmes » repêchés de la phase de groupes de la Ligue des Champions : - SSC Naples (46.829) - Benfica Lisbonne (102.833) - Chakhtar Donetsk (94.951) - FC Bâle (59.785) | - 4 « meilleurs troisièmes » repêchés de la phase de groupes de la Ligue des Champions : - SSC Naples (46.829) - Benfica Lisbonne (102.833) - Chakhtar Donetsk (94.951) - FC Bâle (59.785) | - 4 « meilleurs troisièmes » repêchés de la phase de groupes de la Ligue des Champions : - SSC Naples (46.829) - Benfica Lisbonne (102.833) - Chakhtar Donetsk (94.951) - FC Bâle (59.785) | - 4 « meilleurs troisièmes » repêchés de la phase de groupes de la Ligue des Champions : - SSC Naples (46.829) - Benfica Lisbonne (102.833) - Chakhtar Donetsk (94.951) - FC Bâle (59.785) | - 4 « meilleurs troisièmes » repêchés de la phase de groupes de la Ligue des Champions : - SSC Naples (46.829) - Benfica Lisbonne (102.833) - Chakhtar Donetsk (94.951) - FC Bâle (59.785) | - 4 « meilleurs troisièmes » repêchés de la phase de groupes de la Ligue des Champions : - SSC Naples (46.829) - Benfica Lisbonne (102.833) - Chakhtar Donetsk (94.951) - FC Bâle (59.785) | - 4 « moins bons troisièmes » repêchés de la phase de groupes de la Ligue des Champions : - Ajax Amsterdam (64.945) - FC Porto (104.833) - Juventus de Turin (70.829) - Viktoria Plzeň (28.745) | - 4 « moins bons troisièmes » repêchés de la phase de groupes de la Ligue des Champions : - Ajax Amsterdam (64.945) - FC Porto (104.833) - Juventus de Turin (70.829) - Viktoria Plzeň (28.745) | - 4 « moins bons troisièmes » repêchés de la phase de groupes de la Ligue des Champions : - Ajax Amsterdam (64.945) - FC Porto (104.833) - Juventus de Turin (70.829) - Viktoria Plzeň (28.745) | - 4 « moins bons troisièmes » repêchés de la phase de groupes de la Ligue des Champions : - Ajax Amsterdam (64.945) - FC Porto (104.833) - Juventus de Turin (70.829) - Viktoria Plzeň (28.745) | - 4 « moins bons troisièmes » repêchés de la phase de groupes de la Ligue des Champions : - Ajax Amsterdam (64.945) - FC Porto (104.833) - Juventus de Turin (70.829) - Viktoria Plzeň (28.745) | - 4 « moins bons troisièmes » repêchés de la phase de groupes de la Ligue des Champions : - Ajax Amsterdam (64.945) - FC Porto (104.833) - Juventus de Turin (70.829) - Viktoria Plzeň (28.745) | - 4 « moins bons troisièmes » repêchés de la phase de groupes de la Ligue des Champions : - Ajax Amsterdam (64.945) - FC Porto (104.833) - Juventus de Turin (70.829) - Viktoria Plzeň (28.745) | - 4 « moins bons troisièmes » repêchés de la phase de groupes de la Ligue des Champions : - Ajax Amsterdam (64.945) - FC Porto (104.833) - Juventus de Turin (70.829) - Viktoria Plzeň (28.745) |
| Phase de groupes | | | | | | | | | | | | | | | |
| - Wigan Athletic (16.592) Vainqueur de la coupe d'Angleterre 2012-2013 - Valence CF (102.605) 5e d'Espagne en 2012-2013 - SC Fribourg (15.922) 5e d'Allemagne en 2012-2013 - Lazio Rome (41.829) Vainqueur de la coupe d'Italie 2012-2013 - Vitória Guimarães (14.333) Vainqueur de la coupe du Portugal 2012-2013 - Girondins de Bordeaux (59.800) Vainqueur de la coupe de France 2012-2013 - Anji Makhatchkala (20.266) 3e de Russie en 2012-2013 | - Wigan Athletic (16.592) Vainqueur de la coupe d'Angleterre 2012-2013 - Valence CF (102.605) 5e d'Espagne en 2012-2013 - SC Fribourg (15.922) 5e d'Allemagne en 2012-2013 - Lazio Rome (41.829) Vainqueur de la coupe d'Italie 2012-2013 - Vitória Guimarães (14.333) Vainqueur de la coupe du Portugal 2012-2013 - Girondins de Bordeaux (59.800) Vainqueur de la coupe de France 2012-2013 - Anji Makhatchkala (20.266) 3e de Russie en 2012-2013 | - Wigan Athletic (16.592) Vainqueur de la coupe d'Angleterre 2012-2013 - Valence CF (102.605) 5e d'Espagne en 2012-2013 - SC Fribourg (15.922) 5e d'Allemagne en 2012-2013 - Lazio Rome (41.829) Vainqueur de la coupe d'Italie 2012-2013 - Vitória Guimarães (14.333) Vainqueur de la coupe du Portugal 2012-2013 - Girondins de Bordeaux (59.800) Vainqueur de la coupe de France 2012-2013 - Anji Makhatchkala (20.266) 3e de Russie en 2012-2013 | - Wigan Athletic (16.592) Vainqueur de la coupe d'Angleterre 2012-2013 - Valence CF (102.605) 5e d'Espagne en 2012-2013 - SC Fribourg (15.922) 5e d'Allemagne en 2012-2013 - Lazio Rome (41.829) Vainqueur de la coupe d'Italie 2012-2013 - Vitória Guimarães (14.333) Vainqueur de la coupe du Portugal 2012-2013 - Girondins de Bordeaux (59.800) Vainqueur de la coupe de France 2012-2013 - Anji Makhatchkala (20.266) 3e de Russie en 2012-2013 | - Wigan Athletic (16.592) Vainqueur de la coupe d'Angleterre 2012-2013 - Valence CF (102.605) 5e d'Espagne en 2012-2013 - SC Fribourg (15.922) 5e d'Allemagne en 2012-2013 - Lazio Rome (41.829) Vainqueur de la coupe d'Italie 2012-2013 - Vitória Guimarães (14.333) Vainqueur de la coupe du Portugal 2012-2013 - Girondins de Bordeaux (59.800) Vainqueur de la coupe de France 2012-2013 - Anji Makhatchkala (20.266) 3e de Russie en 2012-2013 | - Wigan Athletic (16.592) Vainqueur de la coupe d'Angleterre 2012-2013 - Valence CF (102.605) 5e d'Espagne en 2012-2013 - SC Fribourg (15.922) 5e d'Allemagne en 2012-2013 - Lazio Rome (41.829) Vainqueur de la coupe d'Italie 2012-2013 - Vitória Guimarães (14.333) Vainqueur de la coupe du Portugal 2012-2013 - Girondins de Bordeaux (59.800) Vainqueur de la coupe de France 2012-2013 - Anji Makhatchkala (20.266) 3e de Russie en 2012-2013 | - Wigan Athletic (16.592) Vainqueur de la coupe d'Angleterre 2012-2013 - Valence CF (102.605) 5e d'Espagne en 2012-2013 - SC Fribourg (15.922) 5e d'Allemagne en 2012-2013 - Lazio Rome (41.829) Vainqueur de la coupe d'Italie 2012-2013 - Vitória Guimarães (14.333) Vainqueur de la coupe du Portugal 2012-2013 - Girondins de Bordeaux (59.800) Vainqueur de la coupe de France 2012-2013 - Anji Makhatchkala (20.266) 3e de Russie en 2012-2013 | - Wigan Athletic (16.592) Vainqueur de la coupe d'Angleterre 2012-2013 - Valence CF (102.605) 5e d'Espagne en 2012-2013 - SC Fribourg (15.922) 5e d'Allemagne en 2012-2013 - Lazio Rome (41.829) Vainqueur de la coupe d'Italie 2012-2013 - Vitória Guimarães (14.333) Vainqueur de la coupe du Portugal 2012-2013 - Girondins de Bordeaux (59.800) Vainqueur de la coupe de France 2012-2013 - Anji Makhatchkala (20.266) 3e de Russie en 2012-2013 | - 5 champions repêchés des barrages de la Ligue des Champions : - Dinamo Zagreb (25.916) - Legia Varsovie (13.650) - NK Maribor (9.941) - Ludogorets Razgrad (3.450) - Shakhtyor Karagandy (2.941) - 4 non-champions repêchés des barrages de la Ligue des Champions, : - Olympique Lyonnais (95.800) - PSV Eindhoven (64.945) - PAOK Salonique (28.800) - Paços de Ferreira (12.833) | - 5 champions repêchés des barrages de la Ligue des Champions : - Dinamo Zagreb (25.916) - Legia Varsovie (13.650) - NK Maribor (9.941) - Ludogorets Razgrad (3.450) - Shakhtyor Karagandy (2.941) - 4 non-champions repêchés des barrages de la Ligue des Champions, : - Olympique Lyonnais (95.800) - PSV Eindhoven (64.945) - PAOK Salonique (28.800) - Paços de Ferreira (12.833) | - 5 champions repêchés des barrages de la Ligue des Champions : - Dinamo Zagreb (25.916) - Legia Varsovie (13.650) - NK Maribor (9.941) - Ludogorets Razgrad (3.450) - Shakhtyor Karagandy (2.941) - 4 non-champions repêchés des barrages de la Ligue des Champions, : - Olympique Lyonnais (95.800) - PSV Eindhoven (64.945) - PAOK Salonique (28.800) - Paços de Ferreira (12.833) | - 5 champions repêchés des barrages de la Ligue des Champions : - Dinamo Zagreb (25.916) - Legia Varsovie (13.650) - NK Maribor (9.941) - Ludogorets Razgrad (3.450) - Shakhtyor Karagandy (2.941) - 4 non-champions repêchés des barrages de la Ligue des Champions, : - Olympique Lyonnais (95.800) - PSV Eindhoven (64.945) - PAOK Salonique (28.800) - Paços de Ferreira (12.833) | - 5 champions repêchés des barrages de la Ligue des Champions : - Dinamo Zagreb (25.916) - Legia Varsovie (13.650) - NK Maribor (9.941) - Ludogorets Razgrad (3.450) - Shakhtyor Karagandy (2.941) - 4 non-champions repêchés des barrages de la Ligue des Champions, : - Olympique Lyonnais (95.800) - PSV Eindhoven (64.945) - PAOK Salonique (28.800) - Paços de Ferreira (12.833) | - 5 champions repêchés des barrages de la Ligue des Champions : - Dinamo Zagreb (25.916) - Legia Varsovie (13.650) - NK Maribor (9.941) - Ludogorets Razgrad (3.450) - Shakhtyor Karagandy (2.941) - 4 non-champions repêchés des barrages de la Ligue des Champions, : - Olympique Lyonnais (95.800) - PSV Eindhoven (64.945) - PAOK Salonique (28.800) - Paços de Ferreira (12.833) | - 5 champions repêchés des barrages de la Ligue des Champions : - Dinamo Zagreb (25.916) - Legia Varsovie (13.650) - NK Maribor (9.941) - Ludogorets Razgrad (3.450) - Shakhtyor Karagandy (2.941) - 4 non-champions repêchés des barrages de la Ligue des Champions, : - Olympique Lyonnais (95.800) - PSV Eindhoven (64.945) - PAOK Salonique (28.800) - Paços de Ferreira (12.833) | - 5 champions repêchés des barrages de la Ligue des Champions : - Dinamo Zagreb (25.916) - Legia Varsovie (13.650) - NK Maribor (9.941) - Ludogorets Razgrad (3.450) - Shakhtyor Karagandy (2.941) - 4 non-champions repêchés des barrages de la Ligue des Champions, : - Olympique Lyonnais (95.800) - PSV Eindhoven (64.945) - PAOK Salonique (28.800) - Paços de Ferreira (12.833) |
| Barrages | | | | | | | | | | | | | | | |
| - Tottenham Hotspur (69.592) 5e d'Angleterre en 2012-2013 - Betis Séville (17.605) 7e d'Espagne en 2012-2013, - Eintracht Francfort (15.922) 6e d'Allemagne en 2012-2013 - ACF Fiorentina (42.829) 4e d'Italie en 2012-2013 - Sporting Braga (62.833) 4e du Portugal en 2012-2013 - OGC Nice (11.800) 4e de France en 2012-2013 - Spartak Moscou (40.766) 4e de Russie en 2012-2013 - AZ Alkmaar (39.445) Vainqueur de la coupe des Pays-Bas 2012-2013 - Feyenoord Rotterdam (13.945) 3e des Pays-Bas en 2012-2013 - Dynamo Kiev (68.951) 3e d'Ukraine en 2012-2013 - Dnipro Dnipropetrovsk (23.951) 4e d'Ukraine en 2012-2013 - Atromitos FC (8.300) 2e des playoffs de Grèce en 2012-2013 - Beşiktaş JK (34.900) 3e de Turquie en 2012-2013 - KRC Genk (26.880) Vainqueur de la coupe de Belgique 2012-2013 - Esbjerg fB (5.140) Vainqueur de la coupe du Danemark 2012-2013 - FC Saint-Gall (5.785) 3e de Suisse en 2012-2013 - FC Pasching (5.075) Vainqueur de la coupe d'Autriche 2012-2013 - Apollon Limassol (6.366) Vainqueur de la coupe de Chypre 2012-2013 | - Tottenham Hotspur (69.592) 5e d'Angleterre en 2012-2013 - Betis Séville (17.605) 7e d'Espagne en 2012-2013, - Eintracht Francfort (15.922) 6e d'Allemagne en 2012-2013 - ACF Fiorentina (42.829) 4e d'Italie en 2012-2013 - Sporting Braga (62.833) 4e du Portugal en 2012-2013 - OGC Nice (11.800) 4e de France en 2012-2013 - Spartak Moscou (40.766) 4e de Russie en 2012-2013 - AZ Alkmaar (39.445) Vainqueur de la coupe des Pays-Bas 2012-2013 - Feyenoord Rotterdam (13.945) 3e des Pays-Bas en 2012-2013 - Dynamo Kiev (68.951) 3e d'Ukraine en 2012-2013 - Dnipro Dnipropetrovsk (23.951) 4e d'Ukraine en 2012-2013 - Atromitos FC (8.300) 2e des playoffs de Grèce en 2012-2013 - Beşiktaş JK (34.900) 3e de Turquie en 2012-2013 - KRC Genk (26.880) Vainqueur de la coupe de Belgique 2012-2013 - Esbjerg fB (5.140) Vainqueur de la coupe du Danemark 2012-2013 - FC Saint-Gall (5.785) 3e de Suisse en 2012-2013 - FC Pasching (5.075) Vainqueur de la coupe d'Autriche 2012-2013 - Apollon Limassol (6.366) Vainqueur de la coupe de Chypre 2012-2013 | - Tottenham Hotspur (69.592) 5e d'Angleterre en 2012-2013 - Betis Séville (17.605) 7e d'Espagne en 2012-2013, - Eintracht Francfort (15.922) 6e d'Allemagne en 2012-2013 - ACF Fiorentina (42.829) 4e d'Italie en 2012-2013 - Sporting Braga (62.833) 4e du Portugal en 2012-2013 - OGC Nice (11.800) 4e de France en 2012-2013 - Spartak Moscou (40.766) 4e de Russie en 2012-2013 - AZ Alkmaar (39.445) Vainqueur de la coupe des Pays-Bas 2012-2013 - Feyenoord Rotterdam (13.945) 3e des Pays-Bas en 2012-2013 - Dynamo Kiev (68.951) 3e d'Ukraine en 2012-2013 - Dnipro Dnipropetrovsk (23.951) 4e d'Ukraine en 2012-2013 - Atromitos FC (8.300) 2e des playoffs de Grèce en 2012-2013 - Beşiktaş JK (34.900) 3e de Turquie en 2012-2013 - KRC Genk (26.880) Vainqueur de la coupe de Belgique 2012-2013 - Esbjerg fB (5.140) Vainqueur de la coupe du Danemark 2012-2013 - FC Saint-Gall (5.785) 3e de Suisse en 2012-2013 - FC Pasching (5.075) Vainqueur de la coupe d'Autriche 2012-2013 - Apollon Limassol (6.366) Vainqueur de la coupe de Chypre 2012-2013 | - Tottenham Hotspur (69.592) 5e d'Angleterre en 2012-2013 - Betis Séville (17.605) 7e d'Espagne en 2012-2013, - Eintracht Francfort (15.922) 6e d'Allemagne en 2012-2013 - ACF Fiorentina (42.829) 4e d'Italie en 2012-2013 - Sporting Braga (62.833) 4e du Portugal en 2012-2013 - OGC Nice (11.800) 4e de France en 2012-2013 - Spartak Moscou (40.766) 4e de Russie en 2012-2013 - AZ Alkmaar (39.445) Vainqueur de la coupe des Pays-Bas 2012-2013 - Feyenoord Rotterdam (13.945) 3e des Pays-Bas en 2012-2013 - Dynamo Kiev (68.951) 3e d'Ukraine en 2012-2013 - Dnipro Dnipropetrovsk (23.951) 4e d'Ukraine en 2012-2013 - Atromitos FC (8.300) 2e des playoffs de Grèce en 2012-2013 - Beşiktaş JK (34.900) 3e de Turquie en 2012-2013 - KRC Genk (26.880) Vainqueur de la coupe de Belgique 2012-2013 - Esbjerg fB (5.140) Vainqueur de la coupe du Danemark 2012-2013 - FC Saint-Gall (5.785) 3e de Suisse en 2012-2013 - FC Pasching (5.075) Vainqueur de la coupe d'Autriche 2012-2013 - Apollon Limassol (6.366) Vainqueur de la coupe de Chypre 2012-2013 | - Tottenham Hotspur (69.592) 5e d'Angleterre en 2012-2013 - Betis Séville (17.605) 7e d'Espagne en 2012-2013, - Eintracht Francfort (15.922) 6e d'Allemagne en 2012-2013 - ACF Fiorentina (42.829) 4e d'Italie en 2012-2013 - Sporting Braga (62.833) 4e du Portugal en 2012-2013 - OGC Nice (11.800) 4e de France en 2012-2013 - Spartak Moscou (40.766) 4e de Russie en 2012-2013 - AZ Alkmaar (39.445) Vainqueur de la coupe des Pays-Bas 2012-2013 - Feyenoord Rotterdam (13.945) 3e des Pays-Bas en 2012-2013 - Dynamo Kiev (68.951) 3e d'Ukraine en 2012-2013 - Dnipro Dnipropetrovsk (23.951) 4e d'Ukraine en 2012-2013 - Atromitos FC (8.300) 2e des playoffs de Grèce en 2012-2013 - Beşiktaş JK (34.900) 3e de Turquie en 2012-2013 - KRC Genk (26.880) Vainqueur de la coupe de Belgique 2012-2013 - Esbjerg fB (5.140) Vainqueur de la coupe du Danemark 2012-2013 - FC Saint-Gall (5.785) 3e de Suisse en 2012-2013 - FC Pasching (5.075) Vainqueur de la coupe d'Autriche 2012-2013 - Apollon Limassol (6.366) Vainqueur de la coupe de Chypre 2012-2013 | - Tottenham Hotspur (69.592) 5e d'Angleterre en 2012-2013 - Betis Séville (17.605) 7e d'Espagne en 2012-2013, - Eintracht Francfort (15.922) 6e d'Allemagne en 2012-2013 - ACF Fiorentina (42.829) 4e d'Italie en 2012-2013 - Sporting Braga (62.833) 4e du Portugal en 2012-2013 - OGC Nice (11.800) 4e de France en 2012-2013 - Spartak Moscou (40.766) 4e de Russie en 2012-2013 - AZ Alkmaar (39.445) Vainqueur de la coupe des Pays-Bas 2012-2013 - Feyenoord Rotterdam (13.945) 3e des Pays-Bas en 2012-2013 - Dynamo Kiev (68.951) 3e d'Ukraine en 2012-2013 - Dnipro Dnipropetrovsk (23.951) 4e d'Ukraine en 2012-2013 - Atromitos FC (8.300) 2e des playoffs de Grèce en 2012-2013 - Beşiktaş JK (34.900) 3e de Turquie en 2012-2013 - KRC Genk (26.880) Vainqueur de la coupe de Belgique 2012-2013 - Esbjerg fB (5.140) Vainqueur de la coupe du Danemark 2012-2013 - FC Saint-Gall (5.785) 3e de Suisse en 2012-2013 - FC Pasching (5.075) Vainqueur de la coupe d'Autriche 2012-2013 - Apollon Limassol (6.366) Vainqueur de la coupe de Chypre 2012-2013 | - Tottenham Hotspur (69.592) 5e d'Angleterre en 2012-2013 - Betis Séville (17.605) 7e d'Espagne en 2012-2013, - Eintracht Francfort (15.922) 6e d'Allemagne en 2012-2013 - ACF Fiorentina (42.829) 4e d'Italie en 2012-2013 - Sporting Braga (62.833) 4e du Portugal en 2012-2013 - OGC Nice (11.800) 4e de France en 2012-2013 - Spartak Moscou (40.766) 4e de Russie en 2012-2013 - AZ Alkmaar (39.445) Vainqueur de la coupe des Pays-Bas 2012-2013 - Feyenoord Rotterdam (13.945) 3e des Pays-Bas en 2012-2013 - Dynamo Kiev (68.951) 3e d'Ukraine en 2012-2013 - Dnipro Dnipropetrovsk (23.951) 4e d'Ukraine en 2012-2013 - Atromitos FC (8.300) 2e des playoffs de Grèce en 2012-2013 - Beşiktaş JK (34.900) 3e de Turquie en 2012-2013 - KRC Genk (26.880) Vainqueur de la coupe de Belgique 2012-2013 - Esbjerg fB (5.140) Vainqueur de la coupe du Danemark 2012-2013 - FC Saint-Gall (5.785) 3e de Suisse en 2012-2013 - FC Pasching (5.075) Vainqueur de la coupe d'Autriche 2012-2013 - Apollon Limassol (6.366) Vainqueur de la coupe de Chypre 2012-2013 | - Tottenham Hotspur (69.592) 5e d'Angleterre en 2012-2013 - Betis Séville (17.605) 7e d'Espagne en 2012-2013, - Eintracht Francfort (15.922) 6e d'Allemagne en 2012-2013 - ACF Fiorentina (42.829) 4e d'Italie en 2012-2013 - Sporting Braga (62.833) 4e du Portugal en 2012-2013 - OGC Nice (11.800) 4e de France en 2012-2013 - Spartak Moscou (40.766) 4e de Russie en 2012-2013 - AZ Alkmaar (39.445) Vainqueur de la coupe des Pays-Bas 2012-2013 - Feyenoord Rotterdam (13.945) 3e des Pays-Bas en 2012-2013 - Dynamo Kiev (68.951) 3e d'Ukraine en 2012-2013 - Dnipro Dnipropetrovsk (23.951) 4e d'Ukraine en 2012-2013 - Atromitos FC (8.300) 2e des playoffs de Grèce en 2012-2013 - Beşiktaş JK (34.900) 3e de Turquie en 2012-2013 - KRC Genk (26.880) Vainqueur de la coupe de Belgique 2012-2013 - Esbjerg fB (5.140) Vainqueur de la coupe du Danemark 2012-2013 - FC Saint-Gall (5.785) 3e de Suisse en 2012-2013 - FC Pasching (5.075) Vainqueur de la coupe d'Autriche 2012-2013 - Apollon Limassol (6.366) Vainqueur de la coupe de Chypre 2012-2013 | - 10 champions repêchés du 3e tour de qualification de la Ligue des Champions : - APOEL Nicosie (35.366) - Partizan Belgrade (17.425) - Sheriff Tiraspol (11.533) - IF Elfsborg (8.125) - Maccabi Tel-Aviv (8.075) - Molde (7.835) - Dinamo Tbilissi (5.333) - FH Hafnarfjordur (4.083) - Skënderbeu Korçë (2.883) - Nõmme Kalju (1.191) - 4 non-champions repêchés du 3e tour de qualification de la Ligue des Champions : - Red Bull Salzbourg (28.075) - FC Nordsjælland (12.640) - Grasshopper Zurich (7.285) - SV Zulte Waregem (6.880) | - 10 champions repêchés du 3e tour de qualification de la Ligue des Champions : - APOEL Nicosie (35.366) - Partizan Belgrade (17.425) - Sheriff Tiraspol (11.533) - IF Elfsborg (8.125) - Maccabi Tel-Aviv (8.075) - Molde (7.835) - Dinamo Tbilissi (5.333) - FH Hafnarfjordur (4.083) - Skënderbeu Korçë (2.883) - Nõmme Kalju (1.191) - 4 non-champions repêchés du 3e tour de qualification de la Ligue des Champions : - Red Bull Salzbourg (28.075) - FC Nordsjælland (12.640) - Grasshopper Zurich (7.285) - SV Zulte Waregem (6.880) | - 10 champions repêchés du 3e tour de qualification de la Ligue des Champions : - APOEL Nicosie (35.366) - Partizan Belgrade (17.425) - Sheriff Tiraspol (11.533) - IF Elfsborg (8.125) - Maccabi Tel-Aviv (8.075) - Molde (7.835) - Dinamo Tbilissi (5.333) - FH Hafnarfjordur (4.083) - Skënderbeu Korçë (2.883) - Nõmme Kalju (1.191) - 4 non-champions repêchés du 3e tour de qualification de la Ligue des Champions : - Red Bull Salzbourg (28.075) - FC Nordsjælland (12.640) - Grasshopper Zurich (7.285) - SV Zulte Waregem (6.880) | - 10 champions repêchés du 3e tour de qualification de la Ligue des Champions : - APOEL Nicosie (35.366) - Partizan Belgrade (17.425) - Sheriff Tiraspol (11.533) - IF Elfsborg (8.125) - Maccabi Tel-Aviv (8.075) - Molde (7.835) - Dinamo Tbilissi (5.333) - FH Hafnarfjordur (4.083) - Skënderbeu Korçë (2.883) - Nõmme Kalju (1.191) - 4 non-champions repêchés du 3e tour de qualification de la Ligue des Champions : - Red Bull Salzbourg (28.075) - FC Nordsjælland (12.640) - Grasshopper Zurich (7.285) - SV Zulte Waregem (6.880) | - 10 champions repêchés du 3e tour de qualification de la Ligue des Champions : - APOEL Nicosie (35.366) - Partizan Belgrade (17.425) - Sheriff Tiraspol (11.533) - IF Elfsborg (8.125) - Maccabi Tel-Aviv (8.075) - Molde (7.835) - Dinamo Tbilissi (5.333) - FH Hafnarfjordur (4.083) - Skënderbeu Korçë (2.883) - Nõmme Kalju (1.191) - 4 non-champions repêchés du 3e tour de qualification de la Ligue des Champions : - Red Bull Salzbourg (28.075) - FC Nordsjælland (12.640) - Grasshopper Zurich (7.285) - SV Zulte Waregem (6.880) | - 10 champions repêchés du 3e tour de qualification de la Ligue des Champions : - APOEL Nicosie (35.366) - Partizan Belgrade (17.425) - Sheriff Tiraspol (11.533) - IF Elfsborg (8.125) - Maccabi Tel-Aviv (8.075) - Molde (7.835) - Dinamo Tbilissi (5.333) - FH Hafnarfjordur (4.083) - Skënderbeu Korçë (2.883) - Nõmme Kalju (1.191) - 4 non-champions repêchés du 3e tour de qualification de la Ligue des Champions : - Red Bull Salzbourg (28.075) - FC Nordsjælland (12.640) - Grasshopper Zurich (7.285) - SV Zulte Waregem (6.880) | - 10 champions repêchés du 3e tour de qualification de la Ligue des Champions : - APOEL Nicosie (35.366) - Partizan Belgrade (17.425) - Sheriff Tiraspol (11.533) - IF Elfsborg (8.125) - Maccabi Tel-Aviv (8.075) - Molde (7.835) - Dinamo Tbilissi (5.333) - FH Hafnarfjordur (4.083) - Skënderbeu Korçë (2.883) - Nõmme Kalju (1.191) - 4 non-champions repêchés du 3e tour de qualification de la Ligue des Champions : - Red Bull Salzbourg (28.075) - FC Nordsjælland (12.640) - Grasshopper Zurich (7.285) - SV Zulte Waregem (6.880) | - 10 champions repêchés du 3e tour de qualification de la Ligue des Champions : - APOEL Nicosie (35.366) - Partizan Belgrade (17.425) - Sheriff Tiraspol (11.533) - IF Elfsborg (8.125) - Maccabi Tel-Aviv (8.075) - Molde (7.835) - Dinamo Tbilissi (5.333) - FH Hafnarfjordur (4.083) - Skënderbeu Korçë (2.883) - Nõmme Kalju (1.191) - 4 non-champions repêchés du 3e tour de qualification de la Ligue des Champions : - Red Bull Salzbourg (28.075) - FC Nordsjælland (12.640) - Grasshopper Zurich (7.285) - SV Zulte Waregem (6.880) |
| Troisième tour de qualification | | | | | | | | | | | | | | | |
| - Swansea City (16.592) Vainqueur de la coupe de la Ligue anglaise 2012-2013 - Séville FC (55.105) 9e d'Espagne en 2012-2013 - VfB Stuttgart (59.922) Finaliste de la coupe d'Allemagne 2012-2013 - Udinese (42.829) 5e d'Italie en 2012-2013 - Estoril Praia (11.833) 5e du Portugal en 2012-2013 - AS Saint-Étienne (26.800) Vainqueur de la coupe de la Ligue française 2012-2013 - Kouban Krasnodar (9.266) 5e de Russie en 2012-2013 - Vitesse Arnhem (9.945) 4e des Pays-Bas en 2012-2013 - Metalurg Donetsk (12.451) 5e d'Ukraine en 2012-2013 | - Swansea City (16.592) Vainqueur de la coupe de la Ligue anglaise 2012-2013 - Séville FC (55.105) 9e d'Espagne en 2012-2013 - VfB Stuttgart (59.922) Finaliste de la coupe d'Allemagne 2012-2013 - Udinese (42.829) 5e d'Italie en 2012-2013 - Estoril Praia (11.833) 5e du Portugal en 2012-2013 - AS Saint-Étienne (26.800) Vainqueur de la coupe de la Ligue française 2012-2013 - Kouban Krasnodar (9.266) 5e de Russie en 2012-2013 - Vitesse Arnhem (9.945) 4e des Pays-Bas en 2012-2013 - Metalurg Donetsk (12.451) 5e d'Ukraine en 2012-2013 | - Swansea City (16.592) Vainqueur de la coupe de la Ligue anglaise 2012-2013 - Séville FC (55.105) 9e d'Espagne en 2012-2013 - VfB Stuttgart (59.922) Finaliste de la coupe d'Allemagne 2012-2013 - Udinese (42.829) 5e d'Italie en 2012-2013 - Estoril Praia (11.833) 5e du Portugal en 2012-2013 - AS Saint-Étienne (26.800) Vainqueur de la coupe de la Ligue française 2012-2013 - Kouban Krasnodar (9.266) 5e de Russie en 2012-2013 - Vitesse Arnhem (9.945) 4e des Pays-Bas en 2012-2013 - Metalurg Donetsk (12.451) 5e d'Ukraine en 2012-2013 | - Swansea City (16.592) Vainqueur de la coupe de la Ligue anglaise 2012-2013 - Séville FC (55.105) 9e d'Espagne en 2012-2013 - VfB Stuttgart (59.922) Finaliste de la coupe d'Allemagne 2012-2013 - Udinese (42.829) 5e d'Italie en 2012-2013 - Estoril Praia (11.833) 5e du Portugal en 2012-2013 - AS Saint-Étienne (26.800) Vainqueur de la coupe de la Ligue française 2012-2013 - Kouban Krasnodar (9.266) 5e de Russie en 2012-2013 - Vitesse Arnhem (9.945) 4e des Pays-Bas en 2012-2013 - Metalurg Donetsk (12.451) 5e d'Ukraine en 2012-2013 | - Swansea City (16.592) Vainqueur de la coupe de la Ligue anglaise 2012-2013 - Séville FC (55.105) 9e d'Espagne en 2012-2013 - VfB Stuttgart (59.922) Finaliste de la coupe d'Allemagne 2012-2013 - Udinese (42.829) 5e d'Italie en 2012-2013 - Estoril Praia (11.833) 5e du Portugal en 2012-2013 - AS Saint-Étienne (26.800) Vainqueur de la coupe de la Ligue française 2012-2013 - Kouban Krasnodar (9.266) 5e de Russie en 2012-2013 - Vitesse Arnhem (9.945) 4e des Pays-Bas en 2012-2013 - Metalurg Donetsk (12.451) 5e d'Ukraine en 2012-2013 | - Swansea City (16.592) Vainqueur de la coupe de la Ligue anglaise 2012-2013 - Séville FC (55.105) 9e d'Espagne en 2012-2013 - VfB Stuttgart (59.922) Finaliste de la coupe d'Allemagne 2012-2013 - Udinese (42.829) 5e d'Italie en 2012-2013 - Estoril Praia (11.833) 5e du Portugal en 2012-2013 - AS Saint-Étienne (26.800) Vainqueur de la coupe de la Ligue française 2012-2013 - Kouban Krasnodar (9.266) 5e de Russie en 2012-2013 - Vitesse Arnhem (9.945) 4e des Pays-Bas en 2012-2013 - Metalurg Donetsk (12.451) 5e d'Ukraine en 2012-2013 | - Swansea City (16.592) Vainqueur de la coupe de la Ligue anglaise 2012-2013 - Séville FC (55.105) 9e d'Espagne en 2012-2013 - VfB Stuttgart (59.922) Finaliste de la coupe d'Allemagne 2012-2013 - Udinese (42.829) 5e d'Italie en 2012-2013 - Estoril Praia (11.833) 5e du Portugal en 2012-2013 - AS Saint-Étienne (26.800) Vainqueur de la coupe de la Ligue française 2012-2013 - Kouban Krasnodar (9.266) 5e de Russie en 2012-2013 - Vitesse Arnhem (9.945) 4e des Pays-Bas en 2012-2013 - Metalurg Donetsk (12.451) 5e d'Ukraine en 2012-2013 | - Swansea City (16.592) Vainqueur de la coupe de la Ligue anglaise 2012-2013 - Séville FC (55.105) 9e d'Espagne en 2012-2013 - VfB Stuttgart (59.922) Finaliste de la coupe d'Allemagne 2012-2013 - Udinese (42.829) 5e d'Italie en 2012-2013 - Estoril Praia (11.833) 5e du Portugal en 2012-2013 - AS Saint-Étienne (26.800) Vainqueur de la coupe de la Ligue française 2012-2013 - Kouban Krasnodar (9.266) 5e de Russie en 2012-2013 - Vitesse Arnhem (9.945) 4e des Pays-Bas en 2012-2013 - Metalurg Donetsk (12.451) 5e d'Ukraine en 2012-2013 | - Asteras Tripolis (7.800) 3e des playoffs de Grèce en 2012-2013 - Bursaspor (14.900) 4e de Turquie en 2012-2013 - Club Bruges (36.880) 3e de Belgique en 2012-2013 - Randers (7.140) 3e du Danemark en 2012-2013 - FC Zurich (16.785) 4e de Suisse en 2012-2013 - Rapid Vienne (13.075) 3e d'Autriche en 2012-2013 - Hapoël Ramat Gan (4.575) Vainqueur de la coupe d'Israël 2012-2013 - Motherwell (7.038) 2e d'Écosse en 2012-2013 - Baumit Jablonec (6.745) Vainqueur de la coupe de République tchèque 2012-2013 | - Asteras Tripolis (7.800) 3e des playoffs de Grèce en 2012-2013 - Bursaspor (14.900) 4e de Turquie en 2012-2013 - Club Bruges (36.880) 3e de Belgique en 2012-2013 - Randers (7.140) 3e du Danemark en 2012-2013 - FC Zurich (16.785) 4e de Suisse en 2012-2013 - Rapid Vienne (13.075) 3e d'Autriche en 2012-2013 - Hapoël Ramat Gan (4.575) Vainqueur de la coupe d'Israël 2012-2013 - Motherwell (7.038) 2e d'Écosse en 2012-2013 - Baumit Jablonec (6.745) Vainqueur de la coupe de République tchèque 2012-2013 | - Asteras Tripolis (7.800) 3e des playoffs de Grèce en 2012-2013 - Bursaspor (14.900) 4e de Turquie en 2012-2013 - Club Bruges (36.880) 3e de Belgique en 2012-2013 - Randers (7.140) 3e du Danemark en 2012-2013 - FC Zurich (16.785) 4e de Suisse en 2012-2013 - Rapid Vienne (13.075) 3e d'Autriche en 2012-2013 - Hapoël Ramat Gan (4.575) Vainqueur de la coupe d'Israël 2012-2013 - Motherwell (7.038) 2e d'Écosse en 2012-2013 - Baumit Jablonec (6.745) Vainqueur de la coupe de République tchèque 2012-2013 | - Asteras Tripolis (7.800) 3e des playoffs de Grèce en 2012-2013 - Bursaspor (14.900) 4e de Turquie en 2012-2013 - Club Bruges (36.880) 3e de Belgique en 2012-2013 - Randers (7.140) 3e du Danemark en 2012-2013 - FC Zurich (16.785) 4e de Suisse en 2012-2013 - Rapid Vienne (13.075) 3e d'Autriche en 2012-2013 - Hapoël Ramat Gan (4.575) Vainqueur de la coupe d'Israël 2012-2013 - Motherwell (7.038) 2e d'Écosse en 2012-2013 - Baumit Jablonec (6.745) Vainqueur de la coupe de République tchèque 2012-2013 | - Asteras Tripolis (7.800) 3e des playoffs de Grèce en 2012-2013 - Bursaspor (14.900) 4e de Turquie en 2012-2013 - Club Bruges (36.880) 3e de Belgique en 2012-2013 - Randers (7.140) 3e du Danemark en 2012-2013 - FC Zurich (16.785) 4e de Suisse en 2012-2013 - Rapid Vienne (13.075) 3e d'Autriche en 2012-2013 - Hapoël Ramat Gan (4.575) Vainqueur de la coupe d'Israël 2012-2013 - Motherwell (7.038) 2e d'Écosse en 2012-2013 - Baumit Jablonec (6.745) Vainqueur de la coupe de République tchèque 2012-2013 | - Asteras Tripolis (7.800) 3e des playoffs de Grèce en 2012-2013 - Bursaspor (14.900) 4e de Turquie en 2012-2013 - Club Bruges (36.880) 3e de Belgique en 2012-2013 - Randers (7.140) 3e du Danemark en 2012-2013 - FC Zurich (16.785) 4e de Suisse en 2012-2013 - Rapid Vienne (13.075) 3e d'Autriche en 2012-2013 - Hapoël Ramat Gan (4.575) Vainqueur de la coupe d'Israël 2012-2013 - Motherwell (7.038) 2e d'Écosse en 2012-2013 - Baumit Jablonec (6.745) Vainqueur de la coupe de République tchèque 2012-2013 | - Asteras Tripolis (7.800) 3e des playoffs de Grèce en 2012-2013 - Bursaspor (14.900) 4e de Turquie en 2012-2013 - Club Bruges (36.880) 3e de Belgique en 2012-2013 - Randers (7.140) 3e du Danemark en 2012-2013 - FC Zurich (16.785) 4e de Suisse en 2012-2013 - Rapid Vienne (13.075) 3e d'Autriche en 2012-2013 - Hapoël Ramat Gan (4.575) Vainqueur de la coupe d'Israël 2012-2013 - Motherwell (7.038) 2e d'Écosse en 2012-2013 - Baumit Jablonec (6.745) Vainqueur de la coupe de République tchèque 2012-2013 | - Asteras Tripolis (7.800) 3e des playoffs de Grèce en 2012-2013 - Bursaspor (14.900) 4e de Turquie en 2012-2013 - Club Bruges (36.880) 3e de Belgique en 2012-2013 - Randers (7.140) 3e du Danemark en 2012-2013 - FC Zurich (16.785) 4e de Suisse en 2012-2013 - Rapid Vienne (13.075) 3e d'Autriche en 2012-2013 - Hapoël Ramat Gan (4.575) Vainqueur de la coupe d'Israël 2012-2013 - Motherwell (7.038) 2e d'Écosse en 2012-2013 - Baumit Jablonec (6.745) Vainqueur de la coupe de République tchèque 2012-2013 |
| Deuxième tour de qualification | | | | | | | | | | | | | | | |
| - Rubin Kazan (58.266) 6e de Russie en 2012-2013 - FC Utrecht (13.945) Vainqueur des playoffs des Pays-Bas en 2012-2013 - Tchernomorets Odessa (9.951) Finaliste de la coupe d'Ukraine 2012-2013 - Skoda Xanthi (6.800) 7e de Grèce en 2012-2013, - Trabzonspor (21.400) Finaliste de la coupe de Turquie 2012-2013 - Standard de Liège (45.880) Vainqueur du test-match européen de Belgique en 2012-2013 - AaB Ålborg (19.640) 5e du Danemark en 2012-2013 - FC Thoune (7.285) 5e de Suisse en 2012-2013 - Sturm Graz (11.575) 4e d'Autriche en 2012-2013 - Anorthosis Famagouste (17.366) 2e de Chypre en 2012-2013 - Omonia Nicosie (10.366) 3e de Chypre en 2012-2013 - Maccabi Haïfa (13.575) 2e d'Israël en 2012-2013 - Hapoël Tel-Aviv (29.575) 3e d'Israël en 2012-2013 - Saint Johnstone (3.538) 3e d'Écosse en 2012-2013 - Hibernian (4.038) Finaliste de la coupe d'Écosse 2012-2013 - Sparta Prague (29.245) 2e de République tchèque en 2012-2013 - Slovan Liberec (7.745) 3e de République tchèque en 2012-2013 - Lech Poznań (23.650) 2e de Pologne en 2012-2013 - Śląsk Wrocław (7.150) 3e de Pologne en 2012-2013 - Piast Gliwice (4.150) 4e de Pologne en 2012-2013 - Hajduk Split (8.916) Vainqueur de la coupe de Croatie 2012-2013 | - Rubin Kazan (58.266) 6e de Russie en 2012-2013 - FC Utrecht (13.945) Vainqueur des playoffs des Pays-Bas en 2012-2013 - Tchernomorets Odessa (9.951) Finaliste de la coupe d'Ukraine 2012-2013 - Skoda Xanthi (6.800) 7e de Grèce en 2012-2013, - Trabzonspor (21.400) Finaliste de la coupe de Turquie 2012-2013 - Standard de Liège (45.880) Vainqueur du test-match européen de Belgique en 2012-2013 - AaB Ålborg (19.640) 5e du Danemark en 2012-2013 - FC Thoune (7.285) 5e de Suisse en 2012-2013 - Sturm Graz (11.575) 4e d'Autriche en 2012-2013 - Anorthosis Famagouste (17.366) 2e de Chypre en 2012-2013 - Omonia Nicosie (10.366) 3e de Chypre en 2012-2013 - Maccabi Haïfa (13.575) 2e d'Israël en 2012-2013 - Hapoël Tel-Aviv (29.575) 3e d'Israël en 2012-2013 - Saint Johnstone (3.538) 3e d'Écosse en 2012-2013 - Hibernian (4.038) Finaliste de la coupe d'Écosse 2012-2013 - Sparta Prague (29.245) 2e de République tchèque en 2012-2013 - Slovan Liberec (7.745) 3e de République tchèque en 2012-2013 - Lech Poznań (23.650) 2e de Pologne en 2012-2013 - Śląsk Wrocław (7.150) 3e de Pologne en 2012-2013 - Piast Gliwice (4.150) 4e de Pologne en 2012-2013 - Hajduk Split (8.916) Vainqueur de la coupe de Croatie 2012-2013 | - Rubin Kazan (58.266) 6e de Russie en 2012-2013 - FC Utrecht (13.945) Vainqueur des playoffs des Pays-Bas en 2012-2013 - Tchernomorets Odessa (9.951) Finaliste de la coupe d'Ukraine 2012-2013 - Skoda Xanthi (6.800) 7e de Grèce en 2012-2013, - Trabzonspor (21.400) Finaliste de la coupe de Turquie 2012-2013 - Standard de Liège (45.880) Vainqueur du test-match européen de Belgique en 2012-2013 - AaB Ålborg (19.640) 5e du Danemark en 2012-2013 - FC Thoune (7.285) 5e de Suisse en 2012-2013 - Sturm Graz (11.575) 4e d'Autriche en 2012-2013 - Anorthosis Famagouste (17.366) 2e de Chypre en 2012-2013 - Omonia Nicosie (10.366) 3e de Chypre en 2012-2013 - Maccabi Haïfa (13.575) 2e d'Israël en 2012-2013 - Hapoël Tel-Aviv (29.575) 3e d'Israël en 2012-2013 - Saint Johnstone (3.538) 3e d'Écosse en 2012-2013 - Hibernian (4.038) Finaliste de la coupe d'Écosse 2012-2013 - Sparta Prague (29.245) 2e de République tchèque en 2012-2013 - Slovan Liberec (7.745) 3e de République tchèque en 2012-2013 - Lech Poznań (23.650) 2e de Pologne en 2012-2013 - Śląsk Wrocław (7.150) 3e de Pologne en 2012-2013 - Piast Gliwice (4.150) 4e de Pologne en 2012-2013 - Hajduk Split (8.916) Vainqueur de la coupe de Croatie 2012-2013 | - Rubin Kazan (58.266) 6e de Russie en 2012-2013 - FC Utrecht (13.945) Vainqueur des playoffs des Pays-Bas en 2012-2013 - Tchernomorets Odessa (9.951) Finaliste de la coupe d'Ukraine 2012-2013 - Skoda Xanthi (6.800) 7e de Grèce en 2012-2013, - Trabzonspor (21.400) Finaliste de la coupe de Turquie 2012-2013 - Standard de Liège (45.880) Vainqueur du test-match européen de Belgique en 2012-2013 - AaB Ålborg (19.640) 5e du Danemark en 2012-2013 - FC Thoune (7.285) 5e de Suisse en 2012-2013 - Sturm Graz (11.575) 4e d'Autriche en 2012-2013 - Anorthosis Famagouste (17.366) 2e de Chypre en 2012-2013 - Omonia Nicosie (10.366) 3e de Chypre en 2012-2013 - Maccabi Haïfa (13.575) 2e d'Israël en 2012-2013 - Hapoël Tel-Aviv (29.575) 3e d'Israël en 2012-2013 - Saint Johnstone (3.538) 3e d'Écosse en 2012-2013 - Hibernian (4.038) Finaliste de la coupe d'Écosse 2012-2013 - Sparta Prague (29.245) 2e de République tchèque en 2012-2013 - Slovan Liberec (7.745) 3e de République tchèque en 2012-2013 - Lech Poznań (23.650) 2e de Pologne en 2012-2013 - Śląsk Wrocław (7.150) 3e de Pologne en 2012-2013 - Piast Gliwice (4.150) 4e de Pologne en 2012-2013 - Hajduk Split (8.916) Vainqueur de la coupe de Croatie 2012-2013 | - Rubin Kazan (58.266) 6e de Russie en 2012-2013 - FC Utrecht (13.945) Vainqueur des playoffs des Pays-Bas en 2012-2013 - Tchernomorets Odessa (9.951) Finaliste de la coupe d'Ukraine 2012-2013 - Skoda Xanthi (6.800) 7e de Grèce en 2012-2013, - Trabzonspor (21.400) Finaliste de la coupe de Turquie 2012-2013 - Standard de Liège (45.880) Vainqueur du test-match européen de Belgique en 2012-2013 - AaB Ålborg (19.640) 5e du Danemark en 2012-2013 - FC Thoune (7.285) 5e de Suisse en 2012-2013 - Sturm Graz (11.575) 4e d'Autriche en 2012-2013 - Anorthosis Famagouste (17.366) 2e de Chypre en 2012-2013 - Omonia Nicosie (10.366) 3e de Chypre en 2012-2013 - Maccabi Haïfa (13.575) 2e d'Israël en 2012-2013 - Hapoël Tel-Aviv (29.575) 3e d'Israël en 2012-2013 - Saint Johnstone (3.538) 3e d'Écosse en 2012-2013 - Hibernian (4.038) Finaliste de la coupe d'Écosse 2012-2013 - Sparta Prague (29.245) 2e de République tchèque en 2012-2013 - Slovan Liberec (7.745) 3e de République tchèque en 2012-2013 - Lech Poznań (23.650) 2e de Pologne en 2012-2013 - Śląsk Wrocław (7.150) 3e de Pologne en 2012-2013 - Piast Gliwice (4.150) 4e de Pologne en 2012-2013 - Hajduk Split (8.916) Vainqueur de la coupe de Croatie 2012-2013 | - Rubin Kazan (58.266) 6e de Russie en 2012-2013 - FC Utrecht (13.945) Vainqueur des playoffs des Pays-Bas en 2012-2013 - Tchernomorets Odessa (9.951) Finaliste de la coupe d'Ukraine 2012-2013 - Skoda Xanthi (6.800) 7e de Grèce en 2012-2013, - Trabzonspor (21.400) Finaliste de la coupe de Turquie 2012-2013 - Standard de Liège (45.880) Vainqueur du test-match européen de Belgique en 2012-2013 - AaB Ålborg (19.640) 5e du Danemark en 2012-2013 - FC Thoune (7.285) 5e de Suisse en 2012-2013 - Sturm Graz (11.575) 4e d'Autriche en 2012-2013 - Anorthosis Famagouste (17.366) 2e de Chypre en 2012-2013 - Omonia Nicosie (10.366) 3e de Chypre en 2012-2013 - Maccabi Haïfa (13.575) 2e d'Israël en 2012-2013 - Hapoël Tel-Aviv (29.575) 3e d'Israël en 2012-2013 - Saint Johnstone (3.538) 3e d'Écosse en 2012-2013 - Hibernian (4.038) Finaliste de la coupe d'Écosse 2012-2013 - Sparta Prague (29.245) 2e de République tchèque en 2012-2013 - Slovan Liberec (7.745) 3e de République tchèque en 2012-2013 - Lech Poznań (23.650) 2e de Pologne en 2012-2013 - Śląsk Wrocław (7.150) 3e de Pologne en 2012-2013 - Piast Gliwice (4.150) 4e de Pologne en 2012-2013 - Hajduk Split (8.916) Vainqueur de la coupe de Croatie 2012-2013 | - Rubin Kazan (58.266) 6e de Russie en 2012-2013 - FC Utrecht (13.945) Vainqueur des playoffs des Pays-Bas en 2012-2013 - Tchernomorets Odessa (9.951) Finaliste de la coupe d'Ukraine 2012-2013 - Skoda Xanthi (6.800) 7e de Grèce en 2012-2013, - Trabzonspor (21.400) Finaliste de la coupe de Turquie 2012-2013 - Standard de Liège (45.880) Vainqueur du test-match européen de Belgique en 2012-2013 - AaB Ålborg (19.640) 5e du Danemark en 2012-2013 - FC Thoune (7.285) 5e de Suisse en 2012-2013 - Sturm Graz (11.575) 4e d'Autriche en 2012-2013 - Anorthosis Famagouste (17.366) 2e de Chypre en 2012-2013 - Omonia Nicosie (10.366) 3e de Chypre en 2012-2013 - Maccabi Haïfa (13.575) 2e d'Israël en 2012-2013 - Hapoël Tel-Aviv (29.575) 3e d'Israël en 2012-2013 - Saint Johnstone (3.538) 3e d'Écosse en 2012-2013 - Hibernian (4.038) Finaliste de la coupe d'Écosse 2012-2013 - Sparta Prague (29.245) 2e de République tchèque en 2012-2013 - Slovan Liberec (7.745) 3e de République tchèque en 2012-2013 - Lech Poznań (23.650) 2e de Pologne en 2012-2013 - Śląsk Wrocław (7.150) 3e de Pologne en 2012-2013 - Piast Gliwice (4.150) 4e de Pologne en 2012-2013 - Hajduk Split (8.916) Vainqueur de la coupe de Croatie 2012-2013 | - Rubin Kazan (58.266) 6e de Russie en 2012-2013 - FC Utrecht (13.945) Vainqueur des playoffs des Pays-Bas en 2012-2013 - Tchernomorets Odessa (9.951) Finaliste de la coupe d'Ukraine 2012-2013 - Skoda Xanthi (6.800) 7e de Grèce en 2012-2013, - Trabzonspor (21.400) Finaliste de la coupe de Turquie 2012-2013 - Standard de Liège (45.880) Vainqueur du test-match européen de Belgique en 2012-2013 - AaB Ålborg (19.640) 5e du Danemark en 2012-2013 - FC Thoune (7.285) 5e de Suisse en 2012-2013 - Sturm Graz (11.575) 4e d'Autriche en 2012-2013 - Anorthosis Famagouste (17.366) 2e de Chypre en 2012-2013 - Omonia Nicosie (10.366) 3e de Chypre en 2012-2013 - Maccabi Haïfa (13.575) 2e d'Israël en 2012-2013 - Hapoël Tel-Aviv (29.575) 3e d'Israël en 2012-2013 - Saint Johnstone (3.538) 3e d'Écosse en 2012-2013 - Hibernian (4.038) Finaliste de la coupe d'Écosse 2012-2013 - Sparta Prague (29.245) 2e de République tchèque en 2012-2013 - Slovan Liberec (7.745) 3e de République tchèque en 2012-2013 - Lech Poznań (23.650) 2e de Pologne en 2012-2013 - Śląsk Wrocław (7.150) 3e de Pologne en 2012-2013 - Piast Gliwice (4.150) 4e de Pologne en 2012-2013 - Hajduk Split (8.916) Vainqueur de la coupe de Croatie 2012-2013 | - Lokomotiva Zagreb (3.916) 2e de Croatie en 2012-2013 - HNK Rijeka (4.916) 3e de Croatie en 2012-2013 - Petrolul Ploiești (4.604) Vainqueur de la coupe de Roumanie 2012-2013 - Pandurii Târgu Jiu (4.604) 2e de Roumanie en 2012-2013 - FK Minsk (4.675) Vainqueur de la coupe de Biélorussie 2012-2013 - Shakhtyor Soligorsk (5.175) 2e de Biélorussie en 2012 - IFK Göteborg (5.125) Vainqueur de la coupe de Suède 2012-2013 - BK Häcken (4.125) 2e de Suède en 2012 - Senica (4.341) 2e de Slovaquie en 2012-2013 - AS Trenčín (2.841) 3e de Slovaquie en 2012-2013 - IL Hødd (2.835) Vainqueur de la coupe de Norvège 2012 - Strømsgodset (3.835) 2e de Norvège en 2012 - Jagodina (3.175) Vainqueur de la coupe de Serbie 2012-2013 - Étoile rouge de Belgrade (8.425) 2e de Serbie en 2012-2013 - Beroe Stara Zagora (3.450) Vainqueur de la coupe de Bulgarie 2012-2013 - Debrecen VSC (9.850) Vainqueur de la coupe de Hongrie 2012-2013 - Honka Espoo (3.701) Vainqueur de la coupe de Finlande 2012 - Dila Gori (3.333) 2e de Géorgie en 2012-2013 - Široki Brijeg (3.316) Vainqueur de la coupe de Bosnie-Herzégovine 2012-2013 - Derry City (2.475) Vainqueur de la coupe d'Irlande 2012 - Olimpija Ljubljana (3.991) 2e de Slovénie en 2012-2013 | - Lokomotiva Zagreb (3.916) 2e de Croatie en 2012-2013 - HNK Rijeka (4.916) 3e de Croatie en 2012-2013 - Petrolul Ploiești (4.604) Vainqueur de la coupe de Roumanie 2012-2013 - Pandurii Târgu Jiu (4.604) 2e de Roumanie en 2012-2013 - FK Minsk (4.675) Vainqueur de la coupe de Biélorussie 2012-2013 - Shakhtyor Soligorsk (5.175) 2e de Biélorussie en 2012 - IFK Göteborg (5.125) Vainqueur de la coupe de Suède 2012-2013 - BK Häcken (4.125) 2e de Suède en 2012 - Senica (4.341) 2e de Slovaquie en 2012-2013 - AS Trenčín (2.841) 3e de Slovaquie en 2012-2013 - IL Hødd (2.835) Vainqueur de la coupe de Norvège 2012 - Strømsgodset (3.835) 2e de Norvège en 2012 - Jagodina (3.175) Vainqueur de la coupe de Serbie 2012-2013 - Étoile rouge de Belgrade (8.425) 2e de Serbie en 2012-2013 - Beroe Stara Zagora (3.450) Vainqueur de la coupe de Bulgarie 2012-2013 - Debrecen VSC (9.850) Vainqueur de la coupe de Hongrie 2012-2013 - Honka Espoo (3.701) Vainqueur de la coupe de Finlande 2012 - Dila Gori (3.333) 2e de Géorgie en 2012-2013 - Široki Brijeg (3.316) Vainqueur de la coupe de Bosnie-Herzégovine 2012-2013 - Derry City (2.475) Vainqueur de la coupe d'Irlande 2012 - Olimpija Ljubljana (3.991) 2e de Slovénie en 2012-2013 | - Lokomotiva Zagreb (3.916) 2e de Croatie en 2012-2013 - HNK Rijeka (4.916) 3e de Croatie en 2012-2013 - Petrolul Ploiești (4.604) Vainqueur de la coupe de Roumanie 2012-2013 - Pandurii Târgu Jiu (4.604) 2e de Roumanie en 2012-2013 - FK Minsk (4.675) Vainqueur de la coupe de Biélorussie 2012-2013 - Shakhtyor Soligorsk (5.175) 2e de Biélorussie en 2012 - IFK Göteborg (5.125) Vainqueur de la coupe de Suède 2012-2013 - BK Häcken (4.125) 2e de Suède en 2012 - Senica (4.341) 2e de Slovaquie en 2012-2013 - AS Trenčín (2.841) 3e de Slovaquie en 2012-2013 - IL Hødd (2.835) Vainqueur de la coupe de Norvège 2012 - Strømsgodset (3.835) 2e de Norvège en 2012 - Jagodina (3.175) Vainqueur de la coupe de Serbie 2012-2013 - Étoile rouge de Belgrade (8.425) 2e de Serbie en 2012-2013 - Beroe Stara Zagora (3.450) Vainqueur de la coupe de Bulgarie 2012-2013 - Debrecen VSC (9.850) Vainqueur de la coupe de Hongrie 2012-2013 - Honka Espoo (3.701) Vainqueur de la coupe de Finlande 2012 - Dila Gori (3.333) 2e de Géorgie en 2012-2013 - Široki Brijeg (3.316) Vainqueur de la coupe de Bosnie-Herzégovine 2012-2013 - Derry City (2.475) Vainqueur de la coupe d'Irlande 2012 - Olimpija Ljubljana (3.991) 2e de Slovénie en 2012-2013 | - Lokomotiva Zagreb (3.916) 2e de Croatie en 2012-2013 - HNK Rijeka (4.916) 3e de Croatie en 2012-2013 - Petrolul Ploiești (4.604) Vainqueur de la coupe de Roumanie 2012-2013 - Pandurii Târgu Jiu (4.604) 2e de Roumanie en 2012-2013 - FK Minsk (4.675) Vainqueur de la coupe de Biélorussie 2012-2013 - Shakhtyor Soligorsk (5.175) 2e de Biélorussie en 2012 - IFK Göteborg (5.125) Vainqueur de la coupe de Suède 2012-2013 - BK Häcken (4.125) 2e de Suède en 2012 - Senica (4.341) 2e de Slovaquie en 2012-2013 - AS Trenčín (2.841) 3e de Slovaquie en 2012-2013 - IL Hødd (2.835) Vainqueur de la coupe de Norvège 2012 - Strømsgodset (3.835) 2e de Norvège en 2012 - Jagodina (3.175) Vainqueur de la coupe de Serbie 2012-2013 - Étoile rouge de Belgrade (8.425) 2e de Serbie en 2012-2013 - Beroe Stara Zagora (3.450) Vainqueur de la coupe de Bulgarie 2012-2013 - Debrecen VSC (9.850) Vainqueur de la coupe de Hongrie 2012-2013 - Honka Espoo (3.701) Vainqueur de la coupe de Finlande 2012 - Dila Gori (3.333) 2e de Géorgie en 2012-2013 - Široki Brijeg (3.316) Vainqueur de la coupe de Bosnie-Herzégovine 2012-2013 - Derry City (2.475) Vainqueur de la coupe d'Irlande 2012 - Olimpija Ljubljana (3.991) 2e de Slovénie en 2012-2013 | - Lokomotiva Zagreb (3.916) 2e de Croatie en 2012-2013 - HNK Rijeka (4.916) 3e de Croatie en 2012-2013 - Petrolul Ploiești (4.604) Vainqueur de la coupe de Roumanie 2012-2013 - Pandurii Târgu Jiu (4.604) 2e de Roumanie en 2012-2013 - FK Minsk (4.675) Vainqueur de la coupe de Biélorussie 2012-2013 - Shakhtyor Soligorsk (5.175) 2e de Biélorussie en 2012 - IFK Göteborg (5.125) Vainqueur de la coupe de Suède 2012-2013 - BK Häcken (4.125) 2e de Suède en 2012 - Senica (4.341) 2e de Slovaquie en 2012-2013 - AS Trenčín (2.841) 3e de Slovaquie en 2012-2013 - IL Hødd (2.835) Vainqueur de la coupe de Norvège 2012 - Strømsgodset (3.835) 2e de Norvège en 2012 - Jagodina (3.175) Vainqueur de la coupe de Serbie 2012-2013 - Étoile rouge de Belgrade (8.425) 2e de Serbie en 2012-2013 - Beroe Stara Zagora (3.450) Vainqueur de la coupe de Bulgarie 2012-2013 - Debrecen VSC (9.850) Vainqueur de la coupe de Hongrie 2012-2013 - Honka Espoo (3.701) Vainqueur de la coupe de Finlande 2012 - Dila Gori (3.333) 2e de Géorgie en 2012-2013 - Široki Brijeg (3.316) Vainqueur de la coupe de Bosnie-Herzégovine 2012-2013 - Derry City (2.475) Vainqueur de la coupe d'Irlande 2012 - Olimpija Ljubljana (3.991) 2e de Slovénie en 2012-2013 | - Lokomotiva Zagreb (3.916) 2e de Croatie en 2012-2013 - HNK Rijeka (4.916) 3e de Croatie en 2012-2013 - Petrolul Ploiești (4.604) Vainqueur de la coupe de Roumanie 2012-2013 - Pandurii Târgu Jiu (4.604) 2e de Roumanie en 2012-2013 - FK Minsk (4.675) Vainqueur de la coupe de Biélorussie 2012-2013 - Shakhtyor Soligorsk (5.175) 2e de Biélorussie en 2012 - IFK Göteborg (5.125) Vainqueur de la coupe de Suède 2012-2013 - BK Häcken (4.125) 2e de Suède en 2012 - Senica (4.341) 2e de Slovaquie en 2012-2013 - AS Trenčín (2.841) 3e de Slovaquie en 2012-2013 - IL Hødd (2.835) Vainqueur de la coupe de Norvège 2012 - Strømsgodset (3.835) 2e de Norvège en 2012 - Jagodina (3.175) Vainqueur de la coupe de Serbie 2012-2013 - Étoile rouge de Belgrade (8.425) 2e de Serbie en 2012-2013 - Beroe Stara Zagora (3.450) Vainqueur de la coupe de Bulgarie 2012-2013 - Debrecen VSC (9.850) Vainqueur de la coupe de Hongrie 2012-2013 - Honka Espoo (3.701) Vainqueur de la coupe de Finlande 2012 - Dila Gori (3.333) 2e de Géorgie en 2012-2013 - Široki Brijeg (3.316) Vainqueur de la coupe de Bosnie-Herzégovine 2012-2013 - Derry City (2.475) Vainqueur de la coupe d'Irlande 2012 - Olimpija Ljubljana (3.991) 2e de Slovénie en 2012-2013 | - Lokomotiva Zagreb (3.916) 2e de Croatie en 2012-2013 - HNK Rijeka (4.916) 3e de Croatie en 2012-2013 - Petrolul Ploiești (4.604) Vainqueur de la coupe de Roumanie 2012-2013 - Pandurii Târgu Jiu (4.604) 2e de Roumanie en 2012-2013 - FK Minsk (4.675) Vainqueur de la coupe de Biélorussie 2012-2013 - Shakhtyor Soligorsk (5.175) 2e de Biélorussie en 2012 - IFK Göteborg (5.125) Vainqueur de la coupe de Suède 2012-2013 - BK Häcken (4.125) 2e de Suède en 2012 - Senica (4.341) 2e de Slovaquie en 2012-2013 - AS Trenčín (2.841) 3e de Slovaquie en 2012-2013 - IL Hødd (2.835) Vainqueur de la coupe de Norvège 2012 - Strømsgodset (3.835) 2e de Norvège en 2012 - Jagodina (3.175) Vainqueur de la coupe de Serbie 2012-2013 - Étoile rouge de Belgrade (8.425) 2e de Serbie en 2012-2013 - Beroe Stara Zagora (3.450) Vainqueur de la coupe de Bulgarie 2012-2013 - Debrecen VSC (9.850) Vainqueur de la coupe de Hongrie 2012-2013 - Honka Espoo (3.701) Vainqueur de la coupe de Finlande 2012 - Dila Gori (3.333) 2e de Géorgie en 2012-2013 - Široki Brijeg (3.316) Vainqueur de la coupe de Bosnie-Herzégovine 2012-2013 - Derry City (2.475) Vainqueur de la coupe d'Irlande 2012 - Olimpija Ljubljana (3.991) 2e de Slovénie en 2012-2013 | - Lokomotiva Zagreb (3.916) 2e de Croatie en 2012-2013 - HNK Rijeka (4.916) 3e de Croatie en 2012-2013 - Petrolul Ploiești (4.604) Vainqueur de la coupe de Roumanie 2012-2013 - Pandurii Târgu Jiu (4.604) 2e de Roumanie en 2012-2013 - FK Minsk (4.675) Vainqueur de la coupe de Biélorussie 2012-2013 - Shakhtyor Soligorsk (5.175) 2e de Biélorussie en 2012 - IFK Göteborg (5.125) Vainqueur de la coupe de Suède 2012-2013 - BK Häcken (4.125) 2e de Suède en 2012 - Senica (4.341) 2e de Slovaquie en 2012-2013 - AS Trenčín (2.841) 3e de Slovaquie en 2012-2013 - IL Hødd (2.835) Vainqueur de la coupe de Norvège 2012 - Strømsgodset (3.835) 2e de Norvège en 2012 - Jagodina (3.175) Vainqueur de la coupe de Serbie 2012-2013 - Étoile rouge de Belgrade (8.425) 2e de Serbie en 2012-2013 - Beroe Stara Zagora (3.450) Vainqueur de la coupe de Bulgarie 2012-2013 - Debrecen VSC (9.850) Vainqueur de la coupe de Hongrie 2012-2013 - Honka Espoo (3.701) Vainqueur de la coupe de Finlande 2012 - Dila Gori (3.333) 2e de Géorgie en 2012-2013 - Široki Brijeg (3.316) Vainqueur de la coupe de Bosnie-Herzégovine 2012-2013 - Derry City (2.475) Vainqueur de la coupe d'Irlande 2012 - Olimpija Ljubljana (3.991) 2e de Slovénie en 2012-2013 |
| Premier tour de qualification | | | | | | | | | | | | | | | |
| - Prix du fair play UEFA : - Gefle IF (3.625) - Tromsø IL (6.335) - IFK Mariehamn (1.701) - Astra Giurgiu (4.604) 4e de Roumanie en 2012-2013 - Dynamo Minsk (6.175) 3e de Biélorussie en 2012 - Malmö FF (5.125) 3e de Suède en 2012 - MŠK Žilina (15.841) Finaliste de la coupe de Slovaquie 2012-2013 - Rosenborg (16.835) 3e de Norvège en 2012 - Vojvodina Novi Sad (5.425) 3e de Serbie en 2012-2013 - Levski Sofia (11.950) 2e de Bulgarie en 2012-2013 - Botev Plovdiv (2.450) 4e de Bulgarie en 2012-2013, - Videoton (7.850) 2e de Hongrie en 2012-2013 - Budapest Honvéd (3.850) 3e de Hongrie en 2012-2013 - Inter Turku (4.201) 2e de Finlande en 2012 - TPS Turku (2.701) 3e de Finlande en 2012 - Torpedo Koutaïssi (2.083) 3e de Géorgie en 2012-2013 - Chikhura Sachkhere (1.833) Finaliste de la coupe de Géorgie 2012-2013 - FK Sarajevo (5.066) 2e de Bosnie-Herzégovine en 2012-2013 - HŠK Zrinjski Mostar (3.556) 9e de Bosnie-Herzégovine en 2012-2013 - Drogheda United (1.475) 2e d'Irlande en 2012 - St. Patrick's (5.975) 3e d'Irlande en 2012 - NK Domžale (2.441) 3e de Slovénie en 2012-2013 - NK Celje (2.191) Finaliste de la coupe de Slovénie 2012-2013 - Žalgiris Vilnius (1.800) Vainqueur de la coupe de Lituanie 2012-2013 - Sūduva Marijampolė (3.300) 3e de Lituanie en 2012 - Kruoja Pakruojis (1.300) 4e de Lituanie en 2012 - FC Tiraspol (1.533) Vainqueur de la coupe de Moldavie 2012-2013 - Dacia Chișinău (4.033) 2e de Moldavie en 2012-2013 - Milsami Orhei (2.283) 4e de Moldavie en 2012-2013 - Qarabağ Ağdam (5.708) 2e d'Azerbaïdjan en 2012-2013 - Inter Bakou (3.458) 3e d'Azerbaïdjan en 2012-2013 - Khazar Lankaran (2.958) Finaliste de la coupe d'Azerbaïdjan 2012-2013 - Ventspils (6.658) Vainqueur de la coupe de Lettonie 2012-2013 - Skonto Riga (3.408) 2e de Lettonie en 2012 - Liepājas Metalurgs (3.658) 4e de Lettonie en 2012 - Teteks Tetovo (2.050) Vainqueur de la coupe de Macédoine 2012-2013 - Metalurg Skopje (2.300) 2e de Macédoine en 2012-2013 - Horizont Turnovo (1.050) 3e de Macédoine en 2012-2013 | - Prix du fair play UEFA : - Gefle IF (3.625) - Tromsø IL (6.335) - IFK Mariehamn (1.701) - Astra Giurgiu (4.604) 4e de Roumanie en 2012-2013 - Dynamo Minsk (6.175) 3e de Biélorussie en 2012 - Malmö FF (5.125) 3e de Suède en 2012 - MŠK Žilina (15.841) Finaliste de la coupe de Slovaquie 2012-2013 - Rosenborg (16.835) 3e de Norvège en 2012 - Vojvodina Novi Sad (5.425) 3e de Serbie en 2012-2013 - Levski Sofia (11.950) 2e de Bulgarie en 2012-2013 - Botev Plovdiv (2.450) 4e de Bulgarie en 2012-2013, - Videoton (7.850) 2e de Hongrie en 2012-2013 - Budapest Honvéd (3.850) 3e de Hongrie en 2012-2013 - Inter Turku (4.201) 2e de Finlande en 2012 - TPS Turku (2.701) 3e de Finlande en 2012 - Torpedo Koutaïssi (2.083) 3e de Géorgie en 2012-2013 - Chikhura Sachkhere (1.833) Finaliste de la coupe de Géorgie 2012-2013 - FK Sarajevo (5.066) 2e de Bosnie-Herzégovine en 2012-2013 - HŠK Zrinjski Mostar (3.556) 9e de Bosnie-Herzégovine en 2012-2013 - Drogheda United (1.475) 2e d'Irlande en 2012 - St. Patrick's (5.975) 3e d'Irlande en 2012 - NK Domžale (2.441) 3e de Slovénie en 2012-2013 - NK Celje (2.191) Finaliste de la coupe de Slovénie 2012-2013 - Žalgiris Vilnius (1.800) Vainqueur de la coupe de Lituanie 2012-2013 - Sūduva Marijampolė (3.300) 3e de Lituanie en 2012 - Kruoja Pakruojis (1.300) 4e de Lituanie en 2012 - FC Tiraspol (1.533) Vainqueur de la coupe de Moldavie 2012-2013 - Dacia Chișinău (4.033) 2e de Moldavie en 2012-2013 - Milsami Orhei (2.283) 4e de Moldavie en 2012-2013 - Qarabağ Ağdam (5.708) 2e d'Azerbaïdjan en 2012-2013 - Inter Bakou (3.458) 3e d'Azerbaïdjan en 2012-2013 - Khazar Lankaran (2.958) Finaliste de la coupe d'Azerbaïdjan 2012-2013 - Ventspils (6.658) Vainqueur de la coupe de Lettonie 2012-2013 - Skonto Riga (3.408) 2e de Lettonie en 2012 - Liepājas Metalurgs (3.658) 4e de Lettonie en 2012 - Teteks Tetovo (2.050) Vainqueur de la coupe de Macédoine 2012-2013 - Metalurg Skopje (2.300) 2e de Macédoine en 2012-2013 - Horizont Turnovo (1.050) 3e de Macédoine en 2012-2013 | - Prix du fair play UEFA : - Gefle IF (3.625) - Tromsø IL (6.335) - IFK Mariehamn (1.701) - Astra Giurgiu (4.604) 4e de Roumanie en 2012-2013 - Dynamo Minsk (6.175) 3e de Biélorussie en 2012 - Malmö FF (5.125) 3e de Suède en 2012 - MŠK Žilina (15.841) Finaliste de la coupe de Slovaquie 2012-2013 - Rosenborg (16.835) 3e de Norvège en 2012 - Vojvodina Novi Sad (5.425) 3e de Serbie en 2012-2013 - Levski Sofia (11.950) 2e de Bulgarie en 2012-2013 - Botev Plovdiv (2.450) 4e de Bulgarie en 2012-2013, - Videoton (7.850) 2e de Hongrie en 2012-2013 - Budapest Honvéd (3.850) 3e de Hongrie en 2012-2013 - Inter Turku (4.201) 2e de Finlande en 2012 - TPS Turku (2.701) 3e de Finlande en 2012 - Torpedo Koutaïssi (2.083) 3e de Géorgie en 2012-2013 - Chikhura Sachkhere (1.833) Finaliste de la coupe de Géorgie 2012-2013 - FK Sarajevo (5.066) 2e de Bosnie-Herzégovine en 2012-2013 - HŠK Zrinjski Mostar (3.556) 9e de Bosnie-Herzégovine en 2012-2013 - Drogheda United (1.475) 2e d'Irlande en 2012 - St. Patrick's (5.975) 3e d'Irlande en 2012 - NK Domžale (2.441) 3e de Slovénie en 2012-2013 - NK Celje (2.191) Finaliste de la coupe de Slovénie 2012-2013 - Žalgiris Vilnius (1.800) Vainqueur de la coupe de Lituanie 2012-2013 - Sūduva Marijampolė (3.300) 3e de Lituanie en 2012 - Kruoja Pakruojis (1.300) 4e de Lituanie en 2012 - FC Tiraspol (1.533) Vainqueur de la coupe de Moldavie 2012-2013 - Dacia Chișinău (4.033) 2e de Moldavie en 2012-2013 - Milsami Orhei (2.283) 4e de Moldavie en 2012-2013 - Qarabağ Ağdam (5.708) 2e d'Azerbaïdjan en 2012-2013 - Inter Bakou (3.458) 3e d'Azerbaïdjan en 2012-2013 - Khazar Lankaran (2.958) Finaliste de la coupe d'Azerbaïdjan 2012-2013 - Ventspils (6.658) Vainqueur de la coupe de Lettonie 2012-2013 - Skonto Riga (3.408) 2e de Lettonie en 2012 - Liepājas Metalurgs (3.658) 4e de Lettonie en 2012 - Teteks Tetovo (2.050) Vainqueur de la coupe de Macédoine 2012-2013 - Metalurg Skopje (2.300) 2e de Macédoine en 2012-2013 - Horizont Turnovo (1.050) 3e de Macédoine en 2012-2013 | - Prix du fair play UEFA : - Gefle IF (3.625) - Tromsø IL (6.335) - IFK Mariehamn (1.701) - Astra Giurgiu (4.604) 4e de Roumanie en 2012-2013 - Dynamo Minsk (6.175) 3e de Biélorussie en 2012 - Malmö FF (5.125) 3e de Suède en 2012 - MŠK Žilina (15.841) Finaliste de la coupe de Slovaquie 2012-2013 - Rosenborg (16.835) 3e de Norvège en 2012 - Vojvodina Novi Sad (5.425) 3e de Serbie en 2012-2013 - Levski Sofia (11.950) 2e de Bulgarie en 2012-2013 - Botev Plovdiv (2.450) 4e de Bulgarie en 2012-2013, - Videoton (7.850) 2e de Hongrie en 2012-2013 - Budapest Honvéd (3.850) 3e de Hongrie en 2012-2013 - Inter Turku (4.201) 2e de Finlande en 2012 - TPS Turku (2.701) 3e de Finlande en 2012 - Torpedo Koutaïssi (2.083) 3e de Géorgie en 2012-2013 - Chikhura Sachkhere (1.833) Finaliste de la coupe de Géorgie 2012-2013 - FK Sarajevo (5.066) 2e de Bosnie-Herzégovine en 2012-2013 - HŠK Zrinjski Mostar (3.556) 9e de Bosnie-Herzégovine en 2012-2013 - Drogheda United (1.475) 2e d'Irlande en 2012 - St. Patrick's (5.975) 3e d'Irlande en 2012 - NK Domžale (2.441) 3e de Slovénie en 2012-2013 - NK Celje (2.191) Finaliste de la coupe de Slovénie 2012-2013 - Žalgiris Vilnius (1.800) Vainqueur de la coupe de Lituanie 2012-2013 - Sūduva Marijampolė (3.300) 3e de Lituanie en 2012 - Kruoja Pakruojis (1.300) 4e de Lituanie en 2012 - FC Tiraspol (1.533) Vainqueur de la coupe de Moldavie 2012-2013 - Dacia Chișinău (4.033) 2e de Moldavie en 2012-2013 - Milsami Orhei (2.283) 4e de Moldavie en 2012-2013 - Qarabağ Ağdam (5.708) 2e d'Azerbaïdjan en 2012-2013 - Inter Bakou (3.458) 3e d'Azerbaïdjan en 2012-2013 - Khazar Lankaran (2.958) Finaliste de la coupe d'Azerbaïdjan 2012-2013 - Ventspils (6.658) Vainqueur de la coupe de Lettonie 2012-2013 - Skonto Riga (3.408) 2e de Lettonie en 2012 - Liepājas Metalurgs (3.658) 4e de Lettonie en 2012 - Teteks Tetovo (2.050) Vainqueur de la coupe de Macédoine 2012-2013 - Metalurg Skopje (2.300) 2e de Macédoine en 2012-2013 - Horizont Turnovo (1.050) 3e de Macédoine en 2012-2013 | - Prix du fair play UEFA : - Gefle IF (3.625) - Tromsø IL (6.335) - IFK Mariehamn (1.701) - Astra Giurgiu (4.604) 4e de Roumanie en 2012-2013 - Dynamo Minsk (6.175) 3e de Biélorussie en 2012 - Malmö FF (5.125) 3e de Suède en 2012 - MŠK Žilina (15.841) Finaliste de la coupe de Slovaquie 2012-2013 - Rosenborg (16.835) 3e de Norvège en 2012 - Vojvodina Novi Sad (5.425) 3e de Serbie en 2012-2013 - Levski Sofia (11.950) 2e de Bulgarie en 2012-2013 - Botev Plovdiv (2.450) 4e de Bulgarie en 2012-2013, - Videoton (7.850) 2e de Hongrie en 2012-2013 - Budapest Honvéd (3.850) 3e de Hongrie en 2012-2013 - Inter Turku (4.201) 2e de Finlande en 2012 - TPS Turku (2.701) 3e de Finlande en 2012 - Torpedo Koutaïssi (2.083) 3e de Géorgie en 2012-2013 - Chikhura Sachkhere (1.833) Finaliste de la coupe de Géorgie 2012-2013 - FK Sarajevo (5.066) 2e de Bosnie-Herzégovine en 2012-2013 - HŠK Zrinjski Mostar (3.556) 9e de Bosnie-Herzégovine en 2012-2013 - Drogheda United (1.475) 2e d'Irlande en 2012 - St. Patrick's (5.975) 3e d'Irlande en 2012 - NK Domžale (2.441) 3e de Slovénie en 2012-2013 - NK Celje (2.191) Finaliste de la coupe de Slovénie 2012-2013 - Žalgiris Vilnius (1.800) Vainqueur de la coupe de Lituanie 2012-2013 - Sūduva Marijampolė (3.300) 3e de Lituanie en 2012 - Kruoja Pakruojis (1.300) 4e de Lituanie en 2012 - FC Tiraspol (1.533) Vainqueur de la coupe de Moldavie 2012-2013 - Dacia Chișinău (4.033) 2e de Moldavie en 2012-2013 - Milsami Orhei (2.283) 4e de Moldavie en 2012-2013 - Qarabağ Ağdam (5.708) 2e d'Azerbaïdjan en 2012-2013 - Inter Bakou (3.458) 3e d'Azerbaïdjan en 2012-2013 - Khazar Lankaran (2.958) Finaliste de la coupe d'Azerbaïdjan 2012-2013 - Ventspils (6.658) Vainqueur de la coupe de Lettonie 2012-2013 - Skonto Riga (3.408) 2e de Lettonie en 2012 - Liepājas Metalurgs (3.658) 4e de Lettonie en 2012 - Teteks Tetovo (2.050) Vainqueur de la coupe de Macédoine 2012-2013 - Metalurg Skopje (2.300) 2e de Macédoine en 2012-2013 - Horizont Turnovo (1.050) 3e de Macédoine en 2012-2013 | - Prix du fair play UEFA : - Gefle IF (3.625) - Tromsø IL (6.335) - IFK Mariehamn (1.701) - Astra Giurgiu (4.604) 4e de Roumanie en 2012-2013 - Dynamo Minsk (6.175) 3e de Biélorussie en 2012 - Malmö FF (5.125) 3e de Suède en 2012 - MŠK Žilina (15.841) Finaliste de la coupe de Slovaquie 2012-2013 - Rosenborg (16.835) 3e de Norvège en 2012 - Vojvodina Novi Sad (5.425) 3e de Serbie en 2012-2013 - Levski Sofia (11.950) 2e de Bulgarie en 2012-2013 - Botev Plovdiv (2.450) 4e de Bulgarie en 2012-2013, - Videoton (7.850) 2e de Hongrie en 2012-2013 - Budapest Honvéd (3.850) 3e de Hongrie en 2012-2013 - Inter Turku (4.201) 2e de Finlande en 2012 - TPS Turku (2.701) 3e de Finlande en 2012 - Torpedo Koutaïssi (2.083) 3e de Géorgie en 2012-2013 - Chikhura Sachkhere (1.833) Finaliste de la coupe de Géorgie 2012-2013 - FK Sarajevo (5.066) 2e de Bosnie-Herzégovine en 2012-2013 - HŠK Zrinjski Mostar (3.556) 9e de Bosnie-Herzégovine en 2012-2013 - Drogheda United (1.475) 2e d'Irlande en 2012 - St. Patrick's (5.975) 3e d'Irlande en 2012 - NK Domžale (2.441) 3e de Slovénie en 2012-2013 - NK Celje (2.191) Finaliste de la coupe de Slovénie 2012-2013 - Žalgiris Vilnius (1.800) Vainqueur de la coupe de Lituanie 2012-2013 - Sūduva Marijampolė (3.300) 3e de Lituanie en 2012 - Kruoja Pakruojis (1.300) 4e de Lituanie en 2012 - FC Tiraspol (1.533) Vainqueur de la coupe de Moldavie 2012-2013 - Dacia Chișinău (4.033) 2e de Moldavie en 2012-2013 - Milsami Orhei (2.283) 4e de Moldavie en 2012-2013 - Qarabağ Ağdam (5.708) 2e d'Azerbaïdjan en 2012-2013 - Inter Bakou (3.458) 3e d'Azerbaïdjan en 2012-2013 - Khazar Lankaran (2.958) Finaliste de la coupe d'Azerbaïdjan 2012-2013 - Ventspils (6.658) Vainqueur de la coupe de Lettonie 2012-2013 - Skonto Riga (3.408) 2e de Lettonie en 2012 - Liepājas Metalurgs (3.658) 4e de Lettonie en 2012 - Teteks Tetovo (2.050) Vainqueur de la coupe de Macédoine 2012-2013 - Metalurg Skopje (2.300) 2e de Macédoine en 2012-2013 - Horizont Turnovo (1.050) 3e de Macédoine en 2012-2013 | - Prix du fair play UEFA : - Gefle IF (3.625) - Tromsø IL (6.335) - IFK Mariehamn (1.701) - Astra Giurgiu (4.604) 4e de Roumanie en 2012-2013 - Dynamo Minsk (6.175) 3e de Biélorussie en 2012 - Malmö FF (5.125) 3e de Suède en 2012 - MŠK Žilina (15.841) Finaliste de la coupe de Slovaquie 2012-2013 - Rosenborg (16.835) 3e de Norvège en 2012 - Vojvodina Novi Sad (5.425) 3e de Serbie en 2012-2013 - Levski Sofia (11.950) 2e de Bulgarie en 2012-2013 - Botev Plovdiv (2.450) 4e de Bulgarie en 2012-2013, - Videoton (7.850) 2e de Hongrie en 2012-2013 - Budapest Honvéd (3.850) 3e de Hongrie en 2012-2013 - Inter Turku (4.201) 2e de Finlande en 2012 - TPS Turku (2.701) 3e de Finlande en 2012 - Torpedo Koutaïssi (2.083) 3e de Géorgie en 2012-2013 - Chikhura Sachkhere (1.833) Finaliste de la coupe de Géorgie 2012-2013 - FK Sarajevo (5.066) 2e de Bosnie-Herzégovine en 2012-2013 - HŠK Zrinjski Mostar (3.556) 9e de Bosnie-Herzégovine en 2012-2013 - Drogheda United (1.475) 2e d'Irlande en 2012 - St. Patrick's (5.975) 3e d'Irlande en 2012 - NK Domžale (2.441) 3e de Slovénie en 2012-2013 - NK Celje (2.191) Finaliste de la coupe de Slovénie 2012-2013 - Žalgiris Vilnius (1.800) Vainqueur de la coupe de Lituanie 2012-2013 - Sūduva Marijampolė (3.300) 3e de Lituanie en 2012 - Kruoja Pakruojis (1.300) 4e de Lituanie en 2012 - FC Tiraspol (1.533) Vainqueur de la coupe de Moldavie 2012-2013 - Dacia Chișinău (4.033) 2e de Moldavie en 2012-2013 - Milsami Orhei (2.283) 4e de Moldavie en 2012-2013 - Qarabağ Ağdam (5.708) 2e d'Azerbaïdjan en 2012-2013 - Inter Bakou (3.458) 3e d'Azerbaïdjan en 2012-2013 - Khazar Lankaran (2.958) Finaliste de la coupe d'Azerbaïdjan 2012-2013 - Ventspils (6.658) Vainqueur de la coupe de Lettonie 2012-2013 - Skonto Riga (3.408) 2e de Lettonie en 2012 - Liepājas Metalurgs (3.658) 4e de Lettonie en 2012 - Teteks Tetovo (2.050) Vainqueur de la coupe de Macédoine 2012-2013 - Metalurg Skopje (2.300) 2e de Macédoine en 2012-2013 - Horizont Turnovo (1.050) 3e de Macédoine en 2012-2013 | - Prix du fair play UEFA : - Gefle IF (3.625) - Tromsø IL (6.335) - IFK Mariehamn (1.701) - Astra Giurgiu (4.604) 4e de Roumanie en 2012-2013 - Dynamo Minsk (6.175) 3e de Biélorussie en 2012 - Malmö FF (5.125) 3e de Suède en 2012 - MŠK Žilina (15.841) Finaliste de la coupe de Slovaquie 2012-2013 - Rosenborg (16.835) 3e de Norvège en 2012 - Vojvodina Novi Sad (5.425) 3e de Serbie en 2012-2013 - Levski Sofia (11.950) 2e de Bulgarie en 2012-2013 - Botev Plovdiv (2.450) 4e de Bulgarie en 2012-2013, - Videoton (7.850) 2e de Hongrie en 2012-2013 - Budapest Honvéd (3.850) 3e de Hongrie en 2012-2013 - Inter Turku (4.201) 2e de Finlande en 2012 - TPS Turku (2.701) 3e de Finlande en 2012 - Torpedo Koutaïssi (2.083) 3e de Géorgie en 2012-2013 - Chikhura Sachkhere (1.833) Finaliste de la coupe de Géorgie 2012-2013 - FK Sarajevo (5.066) 2e de Bosnie-Herzégovine en 2012-2013 - HŠK Zrinjski Mostar (3.556) 9e de Bosnie-Herzégovine en 2012-2013 - Drogheda United (1.475) 2e d'Irlande en 2012 - St. Patrick's (5.975) 3e d'Irlande en 2012 - NK Domžale (2.441) 3e de Slovénie en 2012-2013 - NK Celje (2.191) Finaliste de la coupe de Slovénie 2012-2013 - Žalgiris Vilnius (1.800) Vainqueur de la coupe de Lituanie 2012-2013 - Sūduva Marijampolė (3.300) 3e de Lituanie en 2012 - Kruoja Pakruojis (1.300) 4e de Lituanie en 2012 - FC Tiraspol (1.533) Vainqueur de la coupe de Moldavie 2012-2013 - Dacia Chișinău (4.033) 2e de Moldavie en 2012-2013 - Milsami Orhei (2.283) 4e de Moldavie en 2012-2013 - Qarabağ Ağdam (5.708) 2e d'Azerbaïdjan en 2012-2013 - Inter Bakou (3.458) 3e d'Azerbaïdjan en 2012-2013 - Khazar Lankaran (2.958) Finaliste de la coupe d'Azerbaïdjan 2012-2013 - Ventspils (6.658) Vainqueur de la coupe de Lettonie 2012-2013 - Skonto Riga (3.408) 2e de Lettonie en 2012 - Liepājas Metalurgs (3.658) 4e de Lettonie en 2012 - Teteks Tetovo (2.050) Vainqueur de la coupe de Macédoine 2012-2013 - Metalurg Skopje (2.300) 2e de Macédoine en 2012-2013 - Horizont Turnovo (1.050) 3e de Macédoine en 2012-2013 | - FC Astana (1.191) Vainqueur de la coupe du Kazakhstan 2012 - Irtysh Pavlodar (1.941) 2e du Kazakhstan en 2012 - Aktobe (6.191) 3e du Kazakhstan en 2012 - KR Reykjavik (3.758) Vainqueur de la coupe d'Islande 2012 - Breiðablik Kopavogur (1.583) 2e d'Islande en 2012 - ÍB Vestmannaeyjar (1.508) 3e d'Islande en 2012 - Čelik Nikšić (1.550) 3e du Monténégro en 2012-2013 - Rudar Pljevlja (2.800) 5e du Monténégro en 2012-2013 - Mladost Podgorica (1.050) 6e du Monténégro en 2012-2013 - FC Vaduz (3.200) Vainqueur de la coupe du Liechtenstein 2012-2013 - Laçi (1.083) Vainqueur de la coupe d'Albanie 2012-2013 - Kukësi (0.833) 2e d'Albanie en 2012-2013 - Teuta Durrës (1.083) 3e d'Albanie en 2012-2013 - Paola Hibernians (1.541) Vainqueur de la coupe de Malte 2012-2013 - Valletta FC (3.791) 3e de Malte en 2012-2013 - Sliema Wanderers (1.541) 4e de Malte en 2012-2013 - Prestatyn Town (0.516) Vainqueur de la coupe du pays de Galles 2012-2013 - Airbus UK Broughton (0.516) 2e du pays de Galles en 2012-2013 - Bala Town (0.516) Vainqueur des playoffs du pays de Galles en 2012-2013 - Levadia Tallinn (3.941) 2e d'Estonie en 2012 - Flora Tallinn (3.191) 3e d'Estonie en 2012 - Narva Trans (1.441) 4e d'Estonie en 2012 - Glentoran (2.336) Vainqueur de la coupe d'Irlande du Nord 2012-2013 - Crusaders (1.866) 2e d'Irlande du Nord en 2012-2013 - Linfield (3.866) 3e d'Irlande du Nord en 2012-2013 - Jeunesse d'Esch (1.925) Vainqueur de la coupe du Luxembourg 2012-2013 - F91 Dudelange (4.425) 2e du Luxembourg en 2012-2013 - Differdange 03 (3.675) 4e du Luxembourg en 2012-2013 - Pyunik Erevan (3.600) Vainqueur de la coupe d'Arménie 2012-2013 - Mika Erevan (1.600) 2e d'Arménie en 2012-2013 - Gandzasar Kapan (1.350) 3e d'Arménie en 2012-2013 - Víkingur Gøta (1.066) Vainqueur de la coupe des Îles Féroé 2012 - ÍF Fuglafjørður (0.566) 2e des îles Féroé en 2012 - HB Tórshavn (2.816) 3e des îles Féroé en 2012 - UE Santa Coloma (0.850) Vainqueur de la coupe d'Andorre 2012-2013 - FC Santa Coloma (1.850) 2e d'Andorre en 2012-2013 - SP La Fiorita (0.383) Vainqueur de la coupe de Saint-Marin 2012-2013 - AC Libertas (0.383) Finaliste des playoffs de Saint-Marin 2012-2013 | - FC Astana (1.191) Vainqueur de la coupe du Kazakhstan 2012 - Irtysh Pavlodar (1.941) 2e du Kazakhstan en 2012 - Aktobe (6.191) 3e du Kazakhstan en 2012 - KR Reykjavik (3.758) Vainqueur de la coupe d'Islande 2012 - Breiðablik Kopavogur (1.583) 2e d'Islande en 2012 - ÍB Vestmannaeyjar (1.508) 3e d'Islande en 2012 - Čelik Nikšić (1.550) 3e du Monténégro en 2012-2013 - Rudar Pljevlja (2.800) 5e du Monténégro en 2012-2013 - Mladost Podgorica (1.050) 6e du Monténégro en 2012-2013 - FC Vaduz (3.200) Vainqueur de la coupe du Liechtenstein 2012-2013 - Laçi (1.083) Vainqueur de la coupe d'Albanie 2012-2013 - Kukësi (0.833) 2e d'Albanie en 2012-2013 - Teuta Durrës (1.083) 3e d'Albanie en 2012-2013 - Paola Hibernians (1.541) Vainqueur de la coupe de Malte 2012-2013 - Valletta FC (3.791) 3e de Malte en 2012-2013 - Sliema Wanderers (1.541) 4e de Malte en 2012-2013 - Prestatyn Town (0.516) Vainqueur de la coupe du pays de Galles 2012-2013 - Airbus UK Broughton (0.516) 2e du pays de Galles en 2012-2013 - Bala Town (0.516) Vainqueur des playoffs du pays de Galles en 2012-2013 - Levadia Tallinn (3.941) 2e d'Estonie en 2012 - Flora Tallinn (3.191) 3e d'Estonie en 2012 - Narva Trans (1.441) 4e d'Estonie en 2012 - Glentoran (2.336) Vainqueur de la coupe d'Irlande du Nord 2012-2013 - Crusaders (1.866) 2e d'Irlande du Nord en 2012-2013 - Linfield (3.866) 3e d'Irlande du Nord en 2012-2013 - Jeunesse d'Esch (1.925) Vainqueur de la coupe du Luxembourg 2012-2013 - F91 Dudelange (4.425) 2e du Luxembourg en 2012-2013 - Differdange 03 (3.675) 4e du Luxembourg en 2012-2013 - Pyunik Erevan (3.600) Vainqueur de la coupe d'Arménie 2012-2013 - Mika Erevan (1.600) 2e d'Arménie en 2012-2013 - Gandzasar Kapan (1.350) 3e d'Arménie en 2012-2013 - Víkingur Gøta (1.066) Vainqueur de la coupe des Îles Féroé 2012 - ÍF Fuglafjørður (0.566) 2e des îles Féroé en 2012 - HB Tórshavn (2.816) 3e des îles Féroé en 2012 - UE Santa Coloma (0.850) Vainqueur de la coupe d'Andorre 2012-2013 - FC Santa Coloma (1.850) 2e d'Andorre en 2012-2013 - SP La Fiorita (0.383) Vainqueur de la coupe de Saint-Marin 2012-2013 - AC Libertas (0.383) Finaliste des playoffs de Saint-Marin 2012-2013 | - FC Astana (1.191) Vainqueur de la coupe du Kazakhstan 2012 - Irtysh Pavlodar (1.941) 2e du Kazakhstan en 2012 - Aktobe (6.191) 3e du Kazakhstan en 2012 - KR Reykjavik (3.758) Vainqueur de la coupe d'Islande 2012 - Breiðablik Kopavogur (1.583) 2e d'Islande en 2012 - ÍB Vestmannaeyjar (1.508) 3e d'Islande en 2012 - Čelik Nikšić (1.550) 3e du Monténégro en 2012-2013 - Rudar Pljevlja (2.800) 5e du Monténégro en 2012-2013 - Mladost Podgorica (1.050) 6e du Monténégro en 2012-2013 - FC Vaduz (3.200) Vainqueur de la coupe du Liechtenstein 2012-2013 - Laçi (1.083) Vainqueur de la coupe d'Albanie 2012-2013 - Kukësi (0.833) 2e d'Albanie en 2012-2013 - Teuta Durrës (1.083) 3e d'Albanie en 2012-2013 - Paola Hibernians (1.541) Vainqueur de la coupe de Malte 2012-2013 - Valletta FC (3.791) 3e de Malte en 2012-2013 - Sliema Wanderers (1.541) 4e de Malte en 2012-2013 - Prestatyn Town (0.516) Vainqueur de la coupe du pays de Galles 2012-2013 - Airbus UK Broughton (0.516) 2e du pays de Galles en 2012-2013 - Bala Town (0.516) Vainqueur des playoffs du pays de Galles en 2012-2013 - Levadia Tallinn (3.941) 2e d'Estonie en 2012 - Flora Tallinn (3.191) 3e d'Estonie en 2012 - Narva Trans (1.441) 4e d'Estonie en 2012 - Glentoran (2.336) Vainqueur de la coupe d'Irlande du Nord 2012-2013 - Crusaders (1.866) 2e d'Irlande du Nord en 2012-2013 - Linfield (3.866) 3e d'Irlande du Nord en 2012-2013 - Jeunesse d'Esch (1.925) Vainqueur de la coupe du Luxembourg 2012-2013 - F91 Dudelange (4.425) 2e du Luxembourg en 2012-2013 - Differdange 03 (3.675) 4e du Luxembourg en 2012-2013 - Pyunik Erevan (3.600) Vainqueur de la coupe d'Arménie 2012-2013 - Mika Erevan (1.600) 2e d'Arménie en 2012-2013 - Gandzasar Kapan (1.350) 3e d'Arménie en 2012-2013 - Víkingur Gøta (1.066) Vainqueur de la coupe des Îles Féroé 2012 - ÍF Fuglafjørður (0.566) 2e des îles Féroé en 2012 - HB Tórshavn (2.816) 3e des îles Féroé en 2012 - UE Santa Coloma (0.850) Vainqueur de la coupe d'Andorre 2012-2013 - FC Santa Coloma (1.850) 2e d'Andorre en 2012-2013 - SP La Fiorita (0.383) Vainqueur de la coupe de Saint-Marin 2012-2013 - AC Libertas (0.383) Finaliste des playoffs de Saint-Marin 2012-2013 | - FC Astana (1.191) Vainqueur de la coupe du Kazakhstan 2012 - Irtysh Pavlodar (1.941) 2e du Kazakhstan en 2012 - Aktobe (6.191) 3e du Kazakhstan en 2012 - KR Reykjavik (3.758) Vainqueur de la coupe d'Islande 2012 - Breiðablik Kopavogur (1.583) 2e d'Islande en 2012 - ÍB Vestmannaeyjar (1.508) 3e d'Islande en 2012 - Čelik Nikšić (1.550) 3e du Monténégro en 2012-2013 - Rudar Pljevlja (2.800) 5e du Monténégro en 2012-2013 - Mladost Podgorica (1.050) 6e du Monténégro en 2012-2013 - FC Vaduz (3.200) Vainqueur de la coupe du Liechtenstein 2012-2013 - Laçi (1.083) Vainqueur de la coupe d'Albanie 2012-2013 - Kukësi (0.833) 2e d'Albanie en 2012-2013 - Teuta Durrës (1.083) 3e d'Albanie en 2012-2013 - Paola Hibernians (1.541) Vainqueur de la coupe de Malte 2012-2013 - Valletta FC (3.791) 3e de Malte en 2012-2013 - Sliema Wanderers (1.541) 4e de Malte en 2012-2013 - Prestatyn Town (0.516) Vainqueur de la coupe du pays de Galles 2012-2013 - Airbus UK Broughton (0.516) 2e du pays de Galles en 2012-2013 - Bala Town (0.516) Vainqueur des playoffs du pays de Galles en 2012-2013 - Levadia Tallinn (3.941) 2e d'Estonie en 2012 - Flora Tallinn (3.191) 3e d'Estonie en 2012 - Narva Trans (1.441) 4e d'Estonie en 2012 - Glentoran (2.336) Vainqueur de la coupe d'Irlande du Nord 2012-2013 - Crusaders (1.866) 2e d'Irlande du Nord en 2012-2013 - Linfield (3.866) 3e d'Irlande du Nord en 2012-2013 - Jeunesse d'Esch (1.925) Vainqueur de la coupe du Luxembourg 2012-2013 - F91 Dudelange (4.425) 2e du Luxembourg en 2012-2013 - Differdange 03 (3.675) 4e du Luxembourg en 2012-2013 - Pyunik Erevan (3.600) Vainqueur de la coupe d'Arménie 2012-2013 - Mika Erevan (1.600) 2e d'Arménie en 2012-2013 - Gandzasar Kapan (1.350) 3e d'Arménie en 2012-2013 - Víkingur Gøta (1.066) Vainqueur de la coupe des Îles Féroé 2012 - ÍF Fuglafjørður (0.566) 2e des îles Féroé en 2012 - HB Tórshavn (2.816) 3e des îles Féroé en 2012 - UE Santa Coloma (0.850) Vainqueur de la coupe d'Andorre 2012-2013 - FC Santa Coloma (1.850) 2e d'Andorre en 2012-2013 - SP La Fiorita (0.383) Vainqueur de la coupe de Saint-Marin 2012-2013 - AC Libertas (0.383) Finaliste des playoffs de Saint-Marin 2012-2013 | - FC Astana (1.191) Vainqueur de la coupe du Kazakhstan 2012 - Irtysh Pavlodar (1.941) 2e du Kazakhstan en 2012 - Aktobe (6.191) 3e du Kazakhstan en 2012 - KR Reykjavik (3.758) Vainqueur de la coupe d'Islande 2012 - Breiðablik Kopavogur (1.583) 2e d'Islande en 2012 - ÍB Vestmannaeyjar (1.508) 3e d'Islande en 2012 - Čelik Nikšić (1.550) 3e du Monténégro en 2012-2013 - Rudar Pljevlja (2.800) 5e du Monténégro en 2012-2013 - Mladost Podgorica (1.050) 6e du Monténégro en 2012-2013 - FC Vaduz (3.200) Vainqueur de la coupe du Liechtenstein 2012-2013 - Laçi (1.083) Vainqueur de la coupe d'Albanie 2012-2013 - Kukësi (0.833) 2e d'Albanie en 2012-2013 - Teuta Durrës (1.083) 3e d'Albanie en 2012-2013 - Paola Hibernians (1.541) Vainqueur de la coupe de Malte 2012-2013 - Valletta FC (3.791) 3e de Malte en 2012-2013 - Sliema Wanderers (1.541) 4e de Malte en 2012-2013 - Prestatyn Town (0.516) Vainqueur de la coupe du pays de Galles 2012-2013 - Airbus UK Broughton (0.516) 2e du pays de Galles en 2012-2013 - Bala Town (0.516) Vainqueur des playoffs du pays de Galles en 2012-2013 - Levadia Tallinn (3.941) 2e d'Estonie en 2012 - Flora Tallinn (3.191) 3e d'Estonie en 2012 - Narva Trans (1.441) 4e d'Estonie en 2012 - Glentoran (2.336) Vainqueur de la coupe d'Irlande du Nord 2012-2013 - Crusaders (1.866) 2e d'Irlande du Nord en 2012-2013 - Linfield (3.866) 3e d'Irlande du Nord en 2012-2013 - Jeunesse d'Esch (1.925) Vainqueur de la coupe du Luxembourg 2012-2013 - F91 Dudelange (4.425) 2e du Luxembourg en 2012-2013 - Differdange 03 (3.675) 4e du Luxembourg en 2012-2013 - Pyunik Erevan (3.600) Vainqueur de la coupe d'Arménie 2012-2013 - Mika Erevan (1.600) 2e d'Arménie en 2012-2013 - Gandzasar Kapan (1.350) 3e d'Arménie en 2012-2013 - Víkingur Gøta (1.066) Vainqueur de la coupe des Îles Féroé 2012 - ÍF Fuglafjørður (0.566) 2e des îles Féroé en 2012 - HB Tórshavn (2.816) 3e des îles Féroé en 2012 - UE Santa Coloma (0.850) Vainqueur de la coupe d'Andorre 2012-2013 - FC Santa Coloma (1.850) 2e d'Andorre en 2012-2013 - SP La Fiorita (0.383) Vainqueur de la coupe de Saint-Marin 2012-2013 - AC Libertas (0.383) Finaliste des playoffs de Saint-Marin 2012-2013 | - FC Astana (1.191) Vainqueur de la coupe du Kazakhstan 2012 - Irtysh Pavlodar (1.941) 2e du Kazakhstan en 2012 - Aktobe (6.191) 3e du Kazakhstan en 2012 - KR Reykjavik (3.758) Vainqueur de la coupe d'Islande 2012 - Breiðablik Kopavogur (1.583) 2e d'Islande en 2012 - ÍB Vestmannaeyjar (1.508) 3e d'Islande en 2012 - Čelik Nikšić (1.550) 3e du Monténégro en 2012-2013 - Rudar Pljevlja (2.800) 5e du Monténégro en 2012-2013 - Mladost Podgorica (1.050) 6e du Monténégro en 2012-2013 - FC Vaduz (3.200) Vainqueur de la coupe du Liechtenstein 2012-2013 - Laçi (1.083) Vainqueur de la coupe d'Albanie 2012-2013 - Kukësi (0.833) 2e d'Albanie en 2012-2013 - Teuta Durrës (1.083) 3e d'Albanie en 2012-2013 - Paola Hibernians (1.541) Vainqueur de la coupe de Malte 2012-2013 - Valletta FC (3.791) 3e de Malte en 2012-2013 - Sliema Wanderers (1.541) 4e de Malte en 2012-2013 - Prestatyn Town (0.516) Vainqueur de la coupe du pays de Galles 2012-2013 - Airbus UK Broughton (0.516) 2e du pays de Galles en 2012-2013 - Bala Town (0.516) Vainqueur des playoffs du pays de Galles en 2012-2013 - Levadia Tallinn (3.941) 2e d'Estonie en 2012 - Flora Tallinn (3.191) 3e d'Estonie en 2012 - Narva Trans (1.441) 4e d'Estonie en 2012 - Glentoran (2.336) Vainqueur de la coupe d'Irlande du Nord 2012-2013 - Crusaders (1.866) 2e d'Irlande du Nord en 2012-2013 - Linfield (3.866) 3e d'Irlande du Nord en 2012-2013 - Jeunesse d'Esch (1.925) Vainqueur de la coupe du Luxembourg 2012-2013 - F91 Dudelange (4.425) 2e du Luxembourg en 2012-2013 - Differdange 03 (3.675) 4e du Luxembourg en 2012-2013 - Pyunik Erevan (3.600) Vainqueur de la coupe d'Arménie 2012-2013 - Mika Erevan (1.600) 2e d'Arménie en 2012-2013 - Gandzasar Kapan (1.350) 3e d'Arménie en 2012-2013 - Víkingur Gøta (1.066) Vainqueur de la coupe des Îles Féroé 2012 - ÍF Fuglafjørður (0.566) 2e des îles Féroé en 2012 - HB Tórshavn (2.816) 3e des îles Féroé en 2012 - UE Santa Coloma (0.850) Vainqueur de la coupe d'Andorre 2012-2013 - FC Santa Coloma (1.850) 2e d'Andorre en 2012-2013 - SP La Fiorita (0.383) Vainqueur de la coupe de Saint-Marin 2012-2013 - AC Libertas (0.383) Finaliste des playoffs de Saint-Marin 2012-2013 | - FC Astana (1.191) Vainqueur de la coupe du Kazakhstan 2012 - Irtysh Pavlodar (1.941) 2e du Kazakhstan en 2012 - Aktobe (6.191) 3e du Kazakhstan en 2012 - KR Reykjavik (3.758) Vainqueur de la coupe d'Islande 2012 - Breiðablik Kopavogur (1.583) 2e d'Islande en 2012 - ÍB Vestmannaeyjar (1.508) 3e d'Islande en 2012 - Čelik Nikšić (1.550) 3e du Monténégro en 2012-2013 - Rudar Pljevlja (2.800) 5e du Monténégro en 2012-2013 - Mladost Podgorica (1.050) 6e du Monténégro en 2012-2013 - FC Vaduz (3.200) Vainqueur de la coupe du Liechtenstein 2012-2013 - Laçi (1.083) Vainqueur de la coupe d'Albanie 2012-2013 - Kukësi (0.833) 2e d'Albanie en 2012-2013 - Teuta Durrës (1.083) 3e d'Albanie en 2012-2013 - Paola Hibernians (1.541) Vainqueur de la coupe de Malte 2012-2013 - Valletta FC (3.791) 3e de Malte en 2012-2013 - Sliema Wanderers (1.541) 4e de Malte en 2012-2013 - Prestatyn Town (0.516) Vainqueur de la coupe du pays de Galles 2012-2013 - Airbus UK Broughton (0.516) 2e du pays de Galles en 2012-2013 - Bala Town (0.516) Vainqueur des playoffs du pays de Galles en 2012-2013 - Levadia Tallinn (3.941) 2e d'Estonie en 2012 - Flora Tallinn (3.191) 3e d'Estonie en 2012 - Narva Trans (1.441) 4e d'Estonie en 2012 - Glentoran (2.336) Vainqueur de la coupe d'Irlande du Nord 2012-2013 - Crusaders (1.866) 2e d'Irlande du Nord en 2012-2013 - Linfield (3.866) 3e d'Irlande du Nord en 2012-2013 - Jeunesse d'Esch (1.925) Vainqueur de la coupe du Luxembourg 2012-2013 - F91 Dudelange (4.425) 2e du Luxembourg en 2012-2013 - Differdange 03 (3.675) 4e du Luxembourg en 2012-2013 - Pyunik Erevan (3.600) Vainqueur de la coupe d'Arménie 2012-2013 - Mika Erevan (1.600) 2e d'Arménie en 2012-2013 - Gandzasar Kapan (1.350) 3e d'Arménie en 2012-2013 - Víkingur Gøta (1.066) Vainqueur de la coupe des Îles Féroé 2012 - ÍF Fuglafjørður (0.566) 2e des îles Féroé en 2012 - HB Tórshavn (2.816) 3e des îles Féroé en 2012 - UE Santa Coloma (0.850) Vainqueur de la coupe d'Andorre 2012-2013 - FC Santa Coloma (1.850) 2e d'Andorre en 2012-2013 - SP La Fiorita (0.383) Vainqueur de la coupe de Saint-Marin 2012-2013 - AC Libertas (0.383) Finaliste des playoffs de Saint-Marin 2012-2013 | - FC Astana (1.191) Vainqueur de la coupe du Kazakhstan 2012 - Irtysh Pavlodar (1.941) 2e du Kazakhstan en 2012 - Aktobe (6.191) 3e du Kazakhstan en 2012 - KR Reykjavik (3.758) Vainqueur de la coupe d'Islande 2012 - Breiðablik Kopavogur (1.583) 2e d'Islande en 2012 - ÍB Vestmannaeyjar (1.508) 3e d'Islande en 2012 - Čelik Nikšić (1.550) 3e du Monténégro en 2012-2013 - Rudar Pljevlja (2.800) 5e du Monténégro en 2012-2013 - Mladost Podgorica (1.050) 6e du Monténégro en 2012-2013 - FC Vaduz (3.200) Vainqueur de la coupe du Liechtenstein 2012-2013 - Laçi (1.083) Vainqueur de la coupe d'Albanie 2012-2013 - Kukësi (0.833) 2e d'Albanie en 2012-2013 - Teuta Durrës (1.083) 3e d'Albanie en 2012-2013 - Paola Hibernians (1.541) Vainqueur de la coupe de Malte 2012-2013 - Valletta FC (3.791) 3e de Malte en 2012-2013 - Sliema Wanderers (1.541) 4e de Malte en 2012-2013 - Prestatyn Town (0.516) Vainqueur de la coupe du pays de Galles 2012-2013 - Airbus UK Broughton (0.516) 2e du pays de Galles en 2012-2013 - Bala Town (0.516) Vainqueur des playoffs du pays de Galles en 2012-2013 - Levadia Tallinn (3.941) 2e d'Estonie en 2012 - Flora Tallinn (3.191) 3e d'Estonie en 2012 - Narva Trans (1.441) 4e d'Estonie en 2012 - Glentoran (2.336) Vainqueur de la coupe d'Irlande du Nord 2012-2013 - Crusaders (1.866) 2e d'Irlande du Nord en 2012-2013 - Linfield (3.866) 3e d'Irlande du Nord en 2012-2013 - Jeunesse d'Esch (1.925) Vainqueur de la coupe du Luxembourg 2012-2013 - F91 Dudelange (4.425) 2e du Luxembourg en 2012-2013 - Differdange 03 (3.675) 4e du Luxembourg en 2012-2013 - Pyunik Erevan (3.600) Vainqueur de la coupe d'Arménie 2012-2013 - Mika Erevan (1.600) 2e d'Arménie en 2012-2013 - Gandzasar Kapan (1.350) 3e d'Arménie en 2012-2013 - Víkingur Gøta (1.066) Vainqueur de la coupe des Îles Féroé 2012 - ÍF Fuglafjørður (0.566) 2e des îles Féroé en 2012 - HB Tórshavn (2.816) 3e des îles Féroé en 2012 - UE Santa Coloma (0.850) Vainqueur de la coupe d'Andorre 2012-2013 - FC Santa Coloma (1.850) 2e d'Andorre en 2012-2013 - SP La Fiorita (0.383) Vainqueur de la coupe de Saint-Marin 2012-2013 - AC Libertas (0.383) Finaliste des playoffs de Saint-Marin 2012-2013 |

## Calendrier
| Nom                                                          | Tirage au sort   | Date aller                        | Date retour                        | Équipes participantes |
| ------------------------------------------------------------ | ---------------- | --------------------------------- | ---------------------------------- | --------------------- |
| Tours de qualification (2013)                                |                  |                                   |                                    |                       |
| Premier tour de qualification                                | 24 juin Nyon     | 4 juillet                         | 11 juillet                         | 76                    |
| Deuxième tour de qualification                               | 24 juin Nyon     | 18 juillet                        | 25 juillet                         | 80 (42 + 38)          |
| Troisième tour de qualification                              | 19 juillet Nyon  | 1er août                          | 8 août                             | 58 (18 + 40)          |
| Tour de barrages                                             | 9 août Nyon      | 22 août                           | 29 août                            | 62 (18 + 29 + 15)     |
| Phase de groupes (2013)                                      |                  |                                   |                                    |                       |
| Journées 1 et 5 Journées 2 et 6 Journées 3 et 4              | 30 août Monaco   | 19 septembre 3 octobre 24 octobre | 28 novembre 12 décembre 7 novembre | 48 (7 + 31 + 10)      |
| Phase finale (2014)                                          |                  |                                   |                                    |                       |
| Seizièmes de finale                                          | 16 décembre Nyon | 20 février                        | 27 février                         | 32 (24 + 8)           |
| Huitièmes de finale                                          | 16 décembre Nyon | 13 mars                           | 20 mars                            | 16                    |
| Quarts de finale                                             | 21 mars Nyon     | 3 avril                           | 10 avril                           | 8                     |
| Demi-finale                                                  | 11 avril Nyon    | 24 avril                          | 1er mai                            | 4                     |
| Finale                                                       | mercredi 14 mai  | mercredi 14 mai                   | mercredi 14 mai                    | 2                     |
| en italique club repêché provenant de la Ligue des Champions |                  |                                   |                                    |                       |

## Tours de qualification
Lors des tours de qualification et des barrages, les équipes sont divisées en équipes têtes de série et non têtes de série en fonction de leur coefficient UEFA de la fin de la saison 2012-2013. Les équipes marquées d'un astérisque sont têtes de série lors du tirage.

### Premier tour de qualification
| Équipe                | Aller | Total          | Retour | Équipe               |
| --------------------- | ----- | -------------- | ------ | -------------------- |
| Víkingur Gøta         | 1 - 1 | 2 - 1          | 1 - 0  | Inter Turku*         |
| Žalgiris Vilnius      | 2 - 2 | 4 - 3          | 2 - 1  | St. Patrick's*       |
| Airbus UK Broughton   | 1 - 1 | 1 - 1E         | 0 - 0  | Ventspils *          |
| Narva Trans           | 0 - 3 | 1 - 8          | 1 - 5  | Gefle IF*            |
| *KR Reykjavik         | 0 - 0 | 3 - 0          | 3 - 0  | Glentoran            |
| Chikhura Sachkhere    | 0 - 0 | E1 - 1         | 1 - 1  | FC Vaduz*            |
| Milsami Orhei         | 1 - 0 | 1 - 0          | 0 - 0  | F91 Dudelange*       |
| Metalurg Skopje       | 0 - 1 | 0 - 2          | 0 - 1  | Qarabağ Ağdam*       |
| *Videoton             | 2 - 1 | 2 - 2E         | 0 - 1  | Mladost Podgorica    |
| *Flora Tallinn        | 1 - 1 | 1 - 1E         | 0 - 0  | Kukësi               |
| Teteks Tetovo         | 1 - 1 | 1 - 2          | 0 - 1  | Pyunik Erevan*       |
| Teuta Durrës          | 3 - 1 | 3 - 3E         | 0 - 2  | Dacia Chișinău*      |
| *FK Sarajevo          | 1 - 0 | 3 - 1          | 2 - 1  | AC Libertas          |
| Sliema Wanderers      | 1 - 1 | 1 - 2          | 0 - 1  | Khazar Lankaran*     |
| *Levski Sofia         | 0 - 0 | 0 - 2          | 0 - 2  | Irtysh Pavlodar      |
| Hibernians            | 1 - 4 | 3 - 7          | 2 - 3  | Vojvodina Novi Sad*  |
| FC Astana             | 0 - 1 | 0 - 6          | 0 - 5  | Botev Plovdiv*       |
| UE Santa Coloma       | 1 - 3 | 1 - 4          | 0 - 1  | HŠK Zrinjski Mostar* |
| NK Domžale            | 0 - 1 | 0 - 3          | 0 - 2  | Astra Giurgiu*       |
| *Rudar Pljevlja       | 1 - 0 | 2 - 1          | 1 - 1  | Mika Erevan          |
| *Breiðablik Kopavogur | 4 - 0 | 4 - 0          | 0 - 0  | FC Santa Coloma      |
| Drogheda United       | 0 - 0 | 0 - 2          | 0 - 2  | Malmö FF*            |
| *Inter Bakou          | 1 - 1 | 3 - 1          | 2 - 0  | IFK Mariehamn        |
| ÍF Fuglafjørður       | 0 - 2 | 0 - 5          | 0 - 3  | Linfield*            |
| Prestatyn Town        | 1 - 2 | 3 - 3 4 - 3tab | 2 - 1  | Liepājas Metalurgs*  |
| *Tromsø IL            | 1 - 2 | 3 - 2          | 2 - 0  | NK Celje             |
| FC Tiraspol           | 0 - 1 | 1 - 1 2 - 4tab | 1 - 0  | Skonto Riga*         |
| Crusaders             | 1 - 2 | 3 - 9          | 2 - 7  | Rosenborg*           |
| ÍB Vestmannaeyjar     | 1 - 1 | 2 - 1          | 1 - 0  | HB Tórshavn*         |
| Jeunesse d'Esch       | 2 - 0 | 3 - 2          | 1 - 2  | TPS Turku*           |
| Bala Town             | 1 - 0 | 2 - 3          | 1 - 3  | Levadia Tallinn*     |
| Kruoja Pakruojis      | 0 - 3 | 0 - 8          | 0 - 5  | Dynamo Minsk*        |
| SP La Fiorita         | 0 - 3 | 0 - 4          | 0 - 1  | Valletta FC*         |
| Laçi                  | 0 - 1 | 1 - 3          | 1 - 2  | Differdange 03*      |
| Gandzasar Kapan       | 1 - 2 | 2 - 4          | 1 - 2  | Aktobe*              |
| Čelik Nikšić          | 1 - 4 | 1 - 13         | 0 - 9  | Budapest Honvéd*     |
| Torpedo Koutaïssi     | 0 - 3 | 3 - 6          | 3 - 3  | MŠK Žilina*          |
| *Sūduva Marijampolė   | 2 - 2 | 4 - 4 4 - 5tab | 2 - 2  | Horizont Turnovo     |

### Deuxième tour de qualification
| Équipe                    | Aller | Total          | Retour  | Équipe              |
| ------------------------- | ----- | -------------- | ------- | ------------------- |
| *Sparta Prague            | 2 - 2 | 2 - 3          | 0 - 1   | BK Häcken           |
| Dila Gori                 | 3 - 0 | 3 - 0          | 0 - 0   | AaB Ålborg*         |
| Skonto Riga               | 2 - 1 | 2 - 2E         | 0 - 1   | Slovan Liberec*     |
| Strømsgodset              | 2 - 2 | 5 - 2          | 3 - 0   | Debrecen VSC*       |
| Honka Espoo               | 1 - 3 | 2 - 5          | 1 - 2   | Lech Poznań*        |
| *Tromsø IL                | 2 - 0 | 2 - 1          | 0 - 1   | Inter Bakou         |
| HŠK Zrinjski Mostar       | 1 - 1 | 1 - 3          | 0 - 2   | Botev Plovdiv*      |
| *Mladost Podgorica        | 2 - 2 | 3 - 2          | 1 - 0   | Senica              |
| Kukësi                    | 3 - 2 | 3 - 2          | 0 - 0   | FK Sarajevo*        |
| *Maccabi Haïfa            | 2 - 0 | 10 - 0         | 8 - 0   | Khazar Lankaran     |
| Levadia Tallinn           | 0 - 0 | 0 - 4          | 0 - 4   | Pandurii Târgu Jiu* |
| *Petrolul Ploiești        | 3 - 0 | 7 - 0          | 4 - 0   | Víkingur Gøta       |
| *Étoile rouge de Belgrade | 2 - 0 | 2 - 0          | 0 - 0   | ÍB Vestmannaeyjar   |
| *Tchernomorets Odessa     | 2 - 0 | 3 - 2          | 1 - 2   | Dacia Chișinău      |
| *Qarabağ Ağdam            | 2 - 1 | 4 - 3          | 2 - 2ap | Piast Gliwice       |
| *Anorthosis Famagouste    | 3 - 0 | 3 - 4          | 0 - 4   | Gefle IF            |
| *FC Thoune                | 2 - 0 | 5 - 1          | 3 - 1   | Chikhura Sachkhere  |
| *Hajduk Split             | 2 - 1 | 3 - 2          | 1 - 1   | Horizont Turnovo    |
| *Śląsk Wrocław            | 4 - 0 | 6 - 2          | 2 - 2   | Rudar Pljevlja      |
| *HNK Rijeka               | 5 - 0 | 8 - 0          | 3 - 0   | Prestatyn Town      |
| *Shakhtyor Soligorsk      | 1 - 1 | 2 - 2 2 - 4tab | 1 - 1   | Milsami Orhei       |
| *IFK Göteborg             | 0 - 0 | 1 - 2          | 1 - 2   | AS Trenčín          |
| *Rosenborg                | 0 - 1 | 1 - 2          | 1 - 1   | Saint Johnstone     |
| Breiðablik Kopavogur      | 0 - 0 | 1 - 0          | 1 - 0   | Sturm Graz*         |
| *Skoda Xanthi             | 0 - 1 | E2 - 2         | 2 - 1ap | Linfield            |
| *Ventspils                | 1 - 0 | 5 - 1          | 4 - 1   | Jeunesse d'Esch     |
| *Malmö FF                 | 2 - 0 | 9 - 0          | 7 - 0   | Hibernian           |
| *Žalgiris Vilnius         | 2 - 0 | 3 - 1          | 1 - 1   | Pyunik Erevan       |
| *Vojvodina Novi Sad       | 2 - 0 | 5 - 1          | 3 - 1   | Budapest Honvéd     |
| *Dynamo Minsk             | 1 - 2 | E4 - 4         | 3 - 2   | Lokomotiva Zagreb   |
| *Trabzonspor              | 4 - 2 | 7 - 2          | 3 - 0   | Derry City          |
| *Irtysh Pavlodar          | 3 - 2 | 3 - 4          | 0 - 2   | Široki Brijeg       |
| IL Hødd                   | 1 - 0 | 1 - 2          | 0 - 2   | Aktobe*             |
| Astra Giurgiu             | 1 - 1 | 3 - 2          | 2 - 1   | Omonia Nicosie*     |
| Jagodina                  | 2 - 3 | 2 - 4          | 0 - 1   | Rubin Kazan*        |
| Beroe Stara Zagora        | 1 - 4 | 3 - 6          | 2 - 2   | Hapoël Tel-Aviv*    |
| Olimpija Ljubljana        | 3 - 1 | 3 - 3E         | 0 - 2   | MŠK Žilina*         |
| KR Reykjavik              | 1 - 3 | 2 - 6          | 1 - 3   | Standard de Liège*  |
| Valletta FC               | 1 - 1 | 1 - 3          | 0 - 2   | FK Minsk*           |
| Differdange 03            | 2 - 1 | 5 - 4          | 3 - 3   | FC Utrecht*         |

### Troisième tour de qualification
| Équipe                | Aller | Total          | Retour | Équipe                   |
| --------------------- | ----- | -------------- | ------ | ------------------------ |
| *Tchernomorets Odessa | 3 - 1 | 3 - 1          | 0 - 0  | Étoile rouge de Belgrade |
| Široki Brijeg         | 1 - 3 | 1 - 7          | 0 - 4  | Udinese*                 |
| Ventspils             | 0 - 0 | 0 - 3          | 0 - 3  | Maccabi Haïfa*           |
| Dynamo Minsk          | 0 - 1 | 0 - 1          | 0 - 0  | Trabzonspor*             |
| Śląsk Wrocław         | 1 - 0 | 4 - 3          | 3 - 3  | Club Bruges*             |
| AS Trenčín            | 1 - 3 | 3 - 5          | 2 - 2  | Astra Giurgiu*           |
| *Swansea City         | 4 - 0 | 4 - 0          | 0 - 0  | Malmö FF                 |
| Petrolul Ploiești     | 1 - 1 | 3 - 2          | 2 - 1  | Vitesse Arnhem*          |
| Slovan Liberec        | 2 - 1 | 4 - 2          | 2 - 1  | FC Zurich*               |
| Aktobe                | 1 - 0 | 1 - 1 2 - 1tab | 0 - 1  | Breiðablik Kopavogur*    |
| Randers               | 1 - 2 | 1 - 4          | 0 - 2  | Rubin Kazan*             |
| Žalgiris Vilnius      | 1 - 0 | E2 - 2         | 1 - 2  | Lech Poznań*             |
| *Séville FC           | 3 - 0 | 9 - 1          | 6 - 1  | Mladost Podgorica        |
| Hajduk Split          | 0 - 1 | 0 - 2          | 0 - 1  | Dila Gori*               |
| Kukësi                | 2 - 0 | 2 - 1          | 0 - 1  | Metalurg Donetsk*        |
| Pandurii Târgu Jiu    | 1 - 1 | 3 - 2          | 2 - 1  | Hapoël Tel-Aviv*         |
| Tromsø IL             | 1 - 0 | 1 - 1 4 - 3tab | 0 - 1  | Differdange 03*          |
| Motherwell            | 0 - 2 | 0 - 3          | 0 - 1  | Kouban Krasnodar*        |
| *AS Saint-Étienne     | 3 - 0 | 6 - 0          | 3 - 0  | Milsami Orhei            |
| Baumit Jablonec       | 2 - 1 | 5 - 2          | 3 - 1  | Strømsgodset*            |
| Qarabağ Ağdam         | 1 - 0 | 3 - 0          | 2 - 0  | Gefle IF*                |
| HNK Rijeka            | 2 - 1 | 3 - 2          | 1 - 1  | MŠK Žilina*              |
| Asteras Tripolis      | 1 - 1 | 2 - 4          | 1 - 3  | Rapid Vienne*            |
| Botev Plovdiv         | 1 - 1 | 1 - 1E         | 0 - 0  | VfB Stuttgart*           |
| *Estoril-Praia        | 0 - 0 | 1 - 0          | 1 - 0  | Hapoël Ramat Gan         |
| Vojvodina Novi Sad    | 2 - 2 | 5 - 2          | 3 - 0  | Bursaspor*               |
| Skoda Xanthi          | 1 - 2 | 2 - 4          | 1 - 2  | Standard de Liège*       |
| *BK Häcken            | 1 - 2 | 1 - 3          | 0 - 1  | FC Thoune                |
| FK Minsk              | 0 - 1 | 1 - 1 3 - 2tab | 1 - 0  | Saint Johnstone*         |

### Barrages

#### Tirage au sort
Pour le tirage au sort, les 62 équipes sont préalablement divisées entre têtes de séries et non-têtes de séries selon leur coefficient UEFA. Puis les équipes sont réparties en cinq groupes de 10 équipes et un groupe de 12 équipes afin de s'assurer notamment que deux clubs du même pays ne puissent pas se rencontrer. De plus, chaque groupe contient le même nombre d'équipes têtes de série et d'équipes non-têtes de série. Une tête de série affrontera donc une équipe non-tête de série du même groupe.
Les clubs en italique correspondent aux équipes reversées du 3e tour de qualification de la Ligue des champions.
| Groupe 1                                                                       | Groupe 1                                                                   | Groupe 2                                                                 | Groupe 2                                                                     | Groupe 3                                                                                      | Groupe 3                                                                       |
| Têtes de série                                                                 | Non-têtes de série                                                         | Têtes de série                                                           | Non-têtes de série                                                           | Têtes de série                                                                                | Non-têtes de série                                                             |
| ------------------------------------------------------------------------------ | -------------------------------------------------------------------------- | ------------------------------------------------------------------------ | ---------------------------------------------------------------------------- | --------------------------------------------------------------------------------------------- | ------------------------------------------------------------------------------ |
| Sporting Braga APOEL Nicosie Beşiktaş JK Feyenoord Rotterdam Rapid Vienne      | Kuban Krasnodar SV Zulte Waregem Tromsø IL Pandurii Târgu Jiu Dila Gori    | Dynamo Kiev AZ Alkmaar KRC Genk Swansea City OGC Nice                    | Atromitos Athènes Apollon Limassol Aktobe Petrolul Ploiești FH Hafnarfjörður | Séville FC Standard de Liège Red Bull Salzbourg Eintracht Francfort FC Nordsjælland           | IF Elfsborg Śląsk Wrocław Qarabağ Ağdam FK Minsk Žalgiris Vilnius              |
| Groupe 4                                                                       | Groupe 4                                                                   | Groupe 5                                                                 | Groupe 5                                                                     | Groupe 6                                                                                      | Groupe 6                                                                       |
| Têtes de série                                                                 | Non-têtes de série                                                         | Têtes de série                                                           | Non-têtes de série                                                           | Têtes de série                                                                                | Non-têtes de série                                                             |
| VfB Stuttgart Spartak Moscou PAOK Salonique Betis Séville Tchernomorets Odessa | Maccabi Tel-Aviv Baumit Jablonec FC Saint-Gall HNK Rijeka Skënderbeu Korçë | Rubin Kazan ACF Fiorentina AS Saint-Étienne Trabzonspor Sheriff Tiraspol | Molde Grasshopper Zurich Vojvodina Novi Sad Esbjerg fB KF Kukësi             | Tottenham Hotspur Udinese Dnipro Dnipropetrovsk Partizan Belgrade Maccabi Haïfa Estoril-Praia | Slovan Liberec FC Thoune Dinamo Tbilissi FC Pasching Astra Giurgiu Nõmme Kalju |

#### Matchs
| Équipe                 | Aller | Total           | Retour   | Équipe                  |
| ---------------------- | ----- | --------------- | -------- | ----------------------- |
| Kouban Krasnodar       | 1 - 0 | 3 - 1           | 2 - 1    | Feyenoord Rotterdam *   |
| SV Zulte Waregem       | 1 - 1 | 3 - 2           | 2 - 1    | APOEL Nicosie *         |
| * Rapid Vienne         | 1 - 0 | 4 - 0           | 3 - 0    | Dila Gori               |
| Tromsø IL              | 2 - 1 | 2 - 3           | 0 - 2    | Beşiktaş JK *           |
| Pandurii Târgu Jiu     | 0 - 1 | 2 - 1           | 2 - 0 ap | Sporting Braga *        |
| Apollon Limassol       | 2 - 0 | 2 - 1           | 0 - 1    | OGC Nice *              |
| Aktobe                 | 2 - 3 | 3 - 8           | 1 - 5    | Dynamo Kiev *           |
| * Swansea City         | 5 - 1 | 6 - 3           | 1 - 2    | Petrolul Ploiești       |
| Atromitos Athènes      | 1 - 3 | 3 - 3E          | 2 - 0,   | AZ Alkmaar *            |
| FH Hafnarfjörður       | 0 - 2 | 2 - 7           | 2 - 5    | KRC Genk *              |
| IF Elfsborg            | 1 - 1 | 2 - 1           | 1 - 0    | FC Nordsjælland *       |
| * Séville FC           | 4 - 1 | 9 - 1           | 5 - 0    | Śląsk Wrocław           |
| * Red Bull Salzbourg   | 5 - 0 | 7 - 0           | 2 - 0    | Žalgiris Vilnius        |
| Qarabağ Ağdam          | 0 - 2 | 1 - 4           | 1 - 2    | Eintracht Francfort *   |
| FK Minsk               | 0 - 2 | 1 - 5           | 1 - 3    | Standard de Liège *     |
| Baumit Jablonec        | 1 - 2 | 1 - 8           | 0 - 6    | Betis Séville *         |
| HNK Rijeka             | 2 - 1 | 4 - 3           | 2 - 2    | VfB Stuttgart *         |
| * Tchernomorets Odessa | 1 - 0 | 1 - 1 7 - 6 tab | 0 - 1    | Skënderbeu Korçë        |
| Maccabi Tel-Aviv       | x     | Annulé          | x        | PAOK Salonique *        |
| FC Saint-Gall          | 1 - 1 | 5 - 3           | 4 - 2    | Spartak Moscou *        |
| Molde                  | 0 - 2 | 0 - 5           | 0 - 3    | Rubin Kazan *           |
| Vojvodina Novi Sad     | 1 - 1 | 2 - 3           | 1 - 2    | Sheriff Tiraspol *      |
| Kukësi                 | 0 - 2 | 1 - 5           | 1 - 3    | Trabzonspor *           |
| Esbjerg fB             | 4 - 3 | 5 - 3           | 1 - 0    | AS Saint-Étienne *      |
| Grasshopper Zurich     | 1 - 2 | 2 - 2E          | 1 - 0    | ACF Fiorentina *        |
| * Maccabi Haïfa        | 2 - 0 | 3 - 1           | 1 - 1    | Astra Giurgiu           |
| * Udinese              | 1 - 3 | 2 - 4           | 1 - 1    | Slovan Liberec          |
| Dinamo Tbilissi        | 0 - 5 | 0 - 8           | 0 - 3    | Tottenham Hotspur *     |
| * Estoril-Praia        | 2 - 0 | 4 - 1           | 2 - 1    | FC Pasching             |
| Nõmme Kalju            | 1 - 3 | 1 - 5           | 0 - 2    | Dnipro Dnipropetrovsk * |
| * Partizan Belgrade    | 1 - 0 | 1 - 3           | 0 - 3    | FC Thoune               |

## Phase de groupes

### Format et tirage au sort
Le tirage au sort de cette phase de groupes a lieu le 30 août 2013 à Monaco. 48 équipes sont réparties en douze groupes de quatre et s'affrontent dans des mini-championnats de six journées. Les deux meilleures équipes de chaque groupe, soit vingt-quatre équipes, se qualifient pour les seizièmes de finale où elles seront rejointes par 8 équipes repêchées de la Ligue des Champions.
Pour le tirage au sort, les 48 équipes sont réparties en quatre pots selon leur coefficient UEFA. Un groupe est composé d'une équipe provenant de chaque pot et les clubs d’une même association nationale ne peuvent pas être tirés au sort dans le même groupe. Quel que soit son coefficient, le tenant du titre est placé dans le premier pot. Les équipes reversées du tour de barrages de la Ligue des Champions sont indiquées en italique.
| Pot 1                 | Pot 1   | Pot 2                 | Pot 2  | Pot 3                | Pot 3  | Pot 4               | Pot 4 |
| --------------------- | ------- | --------------------- | ------ | -------------------- | ------ | ------------------- | ----- |
| Valence CF            | 102.605 | APOEL Nicosie,        | 35.366 | Eintracht Francfort  | 15.922 | Maccabi Tel-Aviv    | 8.075 |
| Olympique lyonnais    | 95.800  | PAOK Salonique        | 28.800 | Vitória Guimarães    | 14.333 | Slovan Liberec      | 7.745 |
| Tottenham Hotspur     | 69.592  | Red Bull Salzbourg    | 28.075 | Legia Varsovie       | 13.650 | FC Thoune           | 7.285 |
| Dynamo Kiev           | 68.951  | KRC Genk              | 26.880 | Maccabi Haïfa        | 13.575 | SV Zulte Waregem    | 6.880 |
| PSV Eindhoven         | 64.945  | Dinamo Zagreb         | 25.916 | Rapid Vienne         | 13.075 | Apollon Limassol    | 6.366 |
| Girondins de Bordeaux | 59.800  | Dnipro Dnipropetrovsk | 23.951 | Paços de Ferreira    | 12.833 | Tromsø IL,          | 6.335 |
| Rubin Kazan           | 58.266  | Trabzonspor           | 21.400 | Estoril Praia        | 11.833 | FC Saint-Gall       | 5.785 |
| Séville FC            | 55.105  | Anji Makhatchkala     | 20.266 | Sheriff Tiraspol     | 11.533 | Esbjerg fB          | 5.140 |
| Standard de Liège     | 45.880  | Betis Séville         | 17.605 | Tchernomorets Odessa | 9.951  | HNK Rijeka          | 4.916 |
| ACF Fiorentina        | 42.829  | Wigan Athletic        | 16.592 | NK Maribor           | 9.941  | Pandurii Târgu Jiu  | 4.604 |
| Lazio Rome            | 41.829  | Swansea City          | 16.592 | Kouban Krasnodar     | 9.266  | Ludogorets Razgrad  | 3.450 |
| AZ Alkmaar            | 39.445  | SC Fribourg           | 15.922 | IF Elfsborg          | 8.125  | Shakhtyor Karagandy | 2.941 |

Légende des classements
- Qualifié pour les seizièmes de finale de la Ligue Europa

Légende des résultats
- Victoire à domicile
- Match nul
- Victoire à l'extérieur

### Groupe A
| Rang | Équipe           | Pts | J | G | N | P | Bp | Bc | Diff |  | Résultats (▼ dom., ► ext.) | Drapeau de l'Espagne | Drapeau de l'Angleterre | Drapeau de la Russie | Drapeau de la Suisse |
| ---- | ---------------- | --- | - | - | - | - | -- | -- | ---- |  | -------------------------- | -------------------- | ----------------------- | -------------------- | -------------------- |
| 1    | Valence CF       | 13  | 6 | 4 | 1 | 1 | 12 | 7  | +5   |  | Valence CF                 |                      | 0-3                     | 1-1                  | 5-1                  |
| 2    | Swansea City     | 8   | 6 | 2 | 2 | 2 | 6  | 4  | +2   |  | Swansea City               | 0-1                  |                         | 1-1                  | 1-0                  |
| 3    | Kouban Krasnodar | 6   | 6 | 1 | 3 | 2 | 7  | 7  | 0    |  | Kouban Krasnodar           | 0-2                  | 1-1                     |                      | 4-0                  |
| 4    | FC Saint-Gall    | 6   | 6 | 2 | 0 | 4 | 6  | 13 | -7   |  | FC Saint-Gall              | 2-3                  | 1-0                     | 2-0                  |                      |

### Groupe B
| Rang | Équipe               | Pts | J | G | N | P | Bp | Bc | Diff |  | Résultats (▼ dom., ► ext.) | Drapeau de la Bulgarie | Drapeau de l'Ukraine | Drapeau des Pays-Bas | Drapeau de la Croatie |
| ---- | -------------------- | --- | - | - | - | - | -- | -- | ---- |  | -------------------------- | ---------------------- | -------------------- | -------------------- | --------------------- |
| 1    | Ludogorets Razgrad   | 16  | 6 | 5 | 1 | 0 | 11 | 2  | +9   |  | Ludogorets Razgrad         |                        | 1-1                  | 2-0                  | 3-0                   |
| 2    | Tchernomorets Odessa | 10  | 6 | 3 | 1 | 2 | 6  | 6  | 0    |  | Tchernomorets Odessa       | 0-1                    |                      | 0-2                  | 2-1                   |
| 3    | PSV Eindhoven        | 7   | 6 | 2 | 1 | 3 | 4  | 5  | -1   |  | PSV Eindhoven              | 0-2                    | 0-1                  |                      | 2-0                   |
| 4    | Dinamo Zagreb        | 1   | 6 | 0 | 1 | 5 | 3  | 11 | -8   |  | Dinamo Zagreb              | 1-2                    | 1-2                  | 0-0                  |                       |

### Groupe C
| Rang | Équipe             | Pts | J | G | N | P | Bp | Bc | Diff |  | Résultats (▼ dom., ► ext.) | Drapeau de l'Autriche | Drapeau du Danemark | Drapeau de la Suède | Drapeau de la Belgique |
| ---- | ------------------ | --- | - | - | - | - | -- | -- | ---- |  | -------------------------- | --------------------- | ------------------- | ------------------- | ---------------------- |
| 1    | Red Bull Salzbourg | 18  | 6 | 6 | 0 | 0 | 15 | 3  | +12  |  | Red Bull Salzbourg         |                       | 3-0                 | 4-0                 | 2-1                    |
| 2    | Esbjerg fB         | 12  | 6 | 4 | 0 | 2 | 8  | 8  | 0    |  | Esbjerg fB                 | 1-2                   |                     | 1-0                 | 2-1                    |
| 3    | IF Elfsborg        | 4   | 6 | 1 | 1 | 4 | 5  | 10 | -5   |  | IF Elfsborg                | 0-1                   | 1-2                 |                     | 1-1                    |
| 4    | Standard de Liège  | 1   | 6 | 0 | 1 | 5 | 6  | 13 | -7   |  | Standard de Liège          | 1-3                   | 1-2                 | 1-3                 |                        |

### Groupe D
| Rang | Équipe           | Pts | J | G | N | P | Bp | Bc | Diff |  | Résultats (▼ dom., ► ext.) | Drapeau de la Russie | Drapeau de la Slovénie | Drapeau de la Belgique | Drapeau de l'Angleterre |
| ---- | ---------------- | --- | - | - | - | - | -- | -- | ---- |  | -------------------------- | -------------------- | ---------------------- | ---------------------- | ----------------------- |
| 1    | Rubin Kazan      | 14  | 6 | 4 | 2 | 0 | 14 | 4  | +10  |  | Rubin Kazan                |                      | 1-1                    | 4-0                    | 1-0                     |
| 2    | NK Maribor       | 7   | 6 | 2 | 1 | 3 | 9  | 12 | -3   |  | NK Maribor                 | 2-5                  |                        | 0-1                    | 2-1                     |
| 3    | SV Zulte Waregem | 7   | 6 | 2 | 1 | 3 | 4  | 10 | -6   |  | SV Zulte Waregem           | 0-2                  | 1-3                    |                        | 0-0                     |
| 4    | Wigan Athletic   | 5   | 6 | 1 | 2 | 3 | 6  | 7  | -1   |  | Wigan Athletic             | 1-1                  | 3-1                    | 1-2                    |                         |

### Groupe E
| Rang | Équipe                | Pts | J | G | N | P | Bp | Bc | Diff |  | Résultats (▼ dom., ► ext.) | Drapeau de l'Italie | Drapeau de l'Ukraine | Drapeau du Portugal | Drapeau de la Roumanie |
| ---- | --------------------- | --- | - | - | - | - | -- | -- | ---- |  | -------------------------- | ------------------- | -------------------- | ------------------- | ---------------------- |
| 1    | ACF Fiorentina        | 16  | 6 | 5 | 1 | 0 | 12 | 3  | +9   |  | ACF Fiorentina             |                     | 2-1                  | 3-0                 | 3-0                    |
| 2    | Dnipro Dnipropetrovsk | 12  | 6 | 4 | 0 | 2 | 11 | 5  | +6   |  | Dnipro Dnipropetrovsk      | 1-2                 |                      | 2-0                 | 4-1                    |
| 3    | Paços de Ferreira     | 3   | 6 | 0 | 3 | 3 | 1  | 8  | -7   |  | Paços de Ferreira          | 0-0                 | 0-2                  |                     | 1-1                    |
| 4    | Pandurii Târgu Jiu    | 2   | 6 | 0 | 2 | 4 | 3  | 11 | -8   |  | Pandurii Târgu Jiu         | 1-2                 | 0-1                  | 0-0                 |                        |

### Groupe F
| Rang | Équipe                | Pts | J | G | N | P | Bp | Bc | Diff |  | Résultats (▼ dom., ► ext.) |     |     |     |     |
| ---- | --------------------- | --- | - | - | - | - | -- | -- | ---- |  | -------------------------- | --- | --- | --- | --- |
| 1    | Eintracht Francfort   | 15  | 6 | 5 | 0 | 1 | 13 | 4  | +9   |  | Eintracht Francfort        |     | 2-0 | 2-0 | 3-0 |
| 2    | Maccabi Tel-Aviv      | 11  | 6 | 3 | 2 | 1 | 7  | 5  | +2   |  | Maccabi Tel-Aviv           | 4-2 |     | 0-0 | 1-0 |
| 3    | APOEL Nicosie         | 5   | 6 | 1 | 2 | 3 | 3  | 8  | -5   |  | APOEL Nicosie              | 0-3 | 0-0 |     | 2-1 |
| 4    | Girondins de Bordeaux | 3   | 6 | 1 | 0 | 5 | 4  | 10 | -6   |  | Girondins de Bordeaux      | 0-1 | 1-2 | 2-1 |     |

### Groupe G
| Rang | Équipe       | Pts | J | G | N | P | Bp | Bc | Diff |  | Résultats (▼ dom., ► ext.) | Drapeau de la Belgique | Drapeau de l'Ukraine | Drapeau de l'Autriche | Drapeau de la Suisse |
| ---- | ------------ | --- | - | - | - | - | -- | -- | ---- |  | -------------------------- | ---------------------- | -------------------- | --------------------- | -------------------- |
| 1    | KRC Genk     | 14  | 6 | 4 | 2 | 0 | 10 | 5  | +5   |  | KRC Genk                   |                        | 3-1                  | 1-1                   | 2-1                  |
| 2    | Dynamo Kiev  | 10  | 6 | 3 | 1 | 2 | 11 | 7  | +4   |  | Dynamo Kiev                | 0-1                    |                      | 3-1                   | 3-0                  |
| 3    | Rapid Vienne | 6   | 6 | 1 | 3 | 2 | 8  | 10 | -2   |  | Rapid Vienne               | 2-2                    | 2-2                  |                       | 2-1                  |
| 4    | FC Thoune    | 3   | 6 | 1 | 0 | 5 | 3  | 10 | -7   |  | FC Thoune                  | 0-1                    | 0-2                  | 1-0                   |                      |

### Groupe H
| Rang | Équipe         | Pts | J | G | N | P | Bp | Bc | Diff |  | Résultats (▼ dom., ► ext.) | Drapeau de l'Espagne | Drapeau de la Tchéquie | Drapeau de l'Allemagne | Drapeau du Portugal |
| ---- | -------------- | --- | - | - | - | - | -- | -- | ---- |  | -------------------------- | -------------------- | ---------------------- | ---------------------- | ------------------- |
| 1    | Séville FC     | 12  | 6 | 3 | 3 | 0 | 9  | 4  | +5   |  | Séville FC                 |                      | 1-1                    | 2-0                    | 1-1                 |
| 2    | Slovan Liberec | 9   | 6 | 2 | 3 | 1 | 9  | 8  | +1   |  | Slovan Liberec             | 1-1                  |                        | 1-2                    | 2-1                 |
| 3    | SC Fribourg    | 6   | 6 | 1 | 3 | 2 | 5  | 8  | -3   |  | SC Fribourg                | 0-2                  | 2-2                    |                        | 1-1                 |
| 4    | Estoril Praia  | 3   | 6 | 0 | 3 | 3 | 5  | 8  | -3   |  | Estoril Praia              | 1-2                  | 1-2                    | 0-0                    |                     |

### Groupe I
| Rang | Équipe             | Pts | J | G | N | P | Bp | Bc | Diff |  | Résultats (▼ dom., ► ext.) |     |     |     |     |
| ---- | ------------------ | --- | - | - | - | - | -- | -- | ---- |  | -------------------------- | --- | --- | --- | --- |
| 1    | Olympique lyonnais | 12  | 6 | 3 | 3 | 0 | 6  | 3  | +3   |  | Olympique lyonnais         |     | 1-0 | 1-1 | 1-0 |
| 2    | Betis Séville      | 9   | 6 | 2 | 3 | 1 | 3  | 2  | +1   |  | Betis Séville              | 0-0 |     | 1-0 | 0-0 |
| 3    | Vitória Guimarães  | 5   | 6 | 1 | 2 | 3 | 6  | 5  | +1   |  | Vitória Guimarães          | 1-2 | 0-1 |     | 4-0 |
| 4    | HNK Rijeka         | 4   | 6 | 0 | 4 | 2 | 2  | 7  | -5   |  | HNK Rijeka                 | 1-1 | 1-1 | 0-0 |     |

### Groupe J
| Rang | Équipe           | Pts | J | G | N | P | Bp | Bc | Diff |  | Résultats (▼ dom., ► ext.) |     |     |     |     |
| ---- | ---------------- | --- | - | - | - | - | -- | -- | ---- |  | -------------------------- | --- | --- | --- | --- |
| 1    | Trabzonspor      | 14  | 6 | 4 | 2 | 0 | 13 | 6  | +7   |  | Trabzonspor                |     | 3-3 | 4-2 | 2-0 |
| 2    | Lazio Rome       | 12  | 6 | 3 | 3 | 0 | 8  | 4  | +4   |  | Lazio Rome                 | 0-0 |     | 2-1 | 1-0 |
| 3    | Apollon Limassol | 4   | 6 | 1 | 1 | 4 | 5  | 10 | -5   |  | Apollon Limassol           | 1-2 | 0-0 |     | 0-2 |
| 4    | Legia Varsovie   | 3   | 6 | 1 | 0 | 5 | 2  | 8  | -6   |  | Legia Varsovie             | 0-2 | 0-2 | 0-1 |     |

### Groupe K
| Rang | Équipe            | Pts | J | G | N | P | Bp | Bc | Diff |  | Résultats (▼ dom., ► ext.) |     |     |     |     |
| ---- | ----------------- | --- | - | - | - | - | -- | -- | ---- |  | -------------------------- | --- | --- | --- | --- |
| 1    | Tottenham Hotspur | 18  | 6 | 6 | 0 | 0 | 15 | 2  | +13  |  | Tottenham Hotspur          |     | 4-1 | 2-1 | 3-0 |
| 2    | Anji Makhatchkala | 8   | 6 | 2 | 2 | 2 | 4  | 7  | -3   |  | Anji Makhatchkala          | 0-2 |     | 1-1 | 1-0 |
| 3    | Sheriff Tiraspol  | 6   | 6 | 1 | 3 | 2 | 5  | 6  | -1   |  | Sheriff Tiraspol           | 0-2 | 0-0 |     | 2-0 |
| 4    | Tromsø IL         | 1   | 6 | 0 | 1 | 5 | 1  | 10 | -9   |  | Tromsø IL                  | 0-2 | 0-1 | 1-1 |     |

### Groupe L
| Rang | Équipe              | Pts | J | G | N | P | Bp | Bc | Diff |  | Résultats (▼ dom., ► ext.) |     |     |     |     |
| ---- | ------------------- | --- | - | - | - | - | -- | -- | ---- |  | -------------------------- | --- | --- | --- | --- |
| 1    | AZ Alkmaar          | 12  | 6 | 3 | 3 | 0 | 8  | 4  | +4   |  | AZ Alkmaar                 |     | 1-1 | 2-0 | 1-0 |
| 2    | PAOK Salonique      | 12  | 6 | 3 | 3 | 0 | 10 | 6  | +4   |  | PAOK Salonique             | 2-2 |     | 3-2 | 2-1 |
| 3    | Maccabi Haïfa       | 5   | 6 | 1 | 2 | 3 | 6  | 9  | -3   |  | Maccabi Haïfa              | 0-1 | 0-0 |     | 2-1 |
| 4    | Shakhtyor Karagandy | 2   | 6 | 0 | 2 | 4 | 5  | 10 | -5   |  | Shakhtyor Karagandy        | 1-1 | 0-2 | 2-2 |     |

## Phase finale

### Qualification et tirage au sort
Les douze premiers et deuxièmes de la phase de groupes de la Ligue Europa, rejoints par les huit équipes ayant terminé troisièmes de leur groupe en Ligue des champions, participent à la phase finale de la Ligue Europa qui débute par des seizièmes de finale.
| Groupe | 1er de groupe - Tête de série | 2e de groupe - Non-tête de série |
| ------ | ----------------------------- | -------------------------------- |
| A      | Valence CF                    | Swansea City                     |
| B      | Ludogorets Razgrad            | Tchernomorets Odessa             |
| C      | Red Bull Salzbourg            | Esbjerg fB                       |
| D      | Rubin Kazan                   | NK Maribor                       |
| E      | ACF Fiorentina                | Dnipro Dnipropetrovsk            |
| F      | Eintracht Francfort           | Maccabi Tel-Aviv                 |
| G      | KRC Genk                      | Dynamo Kiev                      |
| H      | Séville FC                    | Slovan Liberec                   |
| I      | Olympique lyonnais            | Betis Séville                    |
| J      | Trabzonspor                   | Lazio Rome                       |
| K      | Tottenham Hotspur             | Anji Makhatchkala                |
| L      | AZ Alkmaar                    | PAOK Salonique                   |

| Rang | Équipe           | Pts | J | G | N | P | Bp | Bc | Diff |
| ---- | ---------------- | --- | - | - | - | - | -- | -- | ---- |
| 1    | SSC Naples       | 12  | 6 | 4 | 0 | 2 | 10 | 9  | +1   |
| 2    | Benfica Lisbonne | 10  | 6 | 3 | 1 | 2 | 8  | 8  | 0    |
| 3    | Chakhtar Donetsk | 8   | 6 | 2 | 2 | 2 | 7  | 6  | +1   |
| 4    | FC Bâle          | 8   | 6 | 2 | 2 | 2 | 5  | 6  | -1   |
| 5    | Ajax Amsterdam   | 8   | 6 | 2 | 2 | 2 | 5  | 8  | -3   |
| 6    | Juventus         | 6   | 6 | 1 | 3 | 2 | 9  | 9  | 0    |
| 7    | FC Porto         | 5   | 6 | 1 | 2 | 3 | 4  | 7  | -3   |
| 8    | Viktoria Plzeň   | 3   | 6 | 1 | 0 | 5 | 6  | 17 | -11  |

Le tirage au sort des seizièmes de finale est organisé de telle sorte que :
- les clubs d'une même association ne peuvent se rencontrer ;
- les membres d'un même groupe ne peuvent se rencontrer ;
- une tête de série est toujours opposée à une non-tête de série ;
- le match retour a lieu au domicile du club tête de série.

Les tirages au sort des tours suivants n'ont aucune restriction.

### Seizièmes de finale
| Équipe                | Aller | Total  | Retour | Équipe              |
| --------------------- | ----- | ------ | ------ | ------------------- |
| Dnipro Dnipropetrovsk | 1 - 0 | 2 - 3  | 1 - 3  | Tottenham Hotspur   |
| Betis Séville         | 1 - 1 | 3 - 1  | 2 - 0  | Rubin Kazan         |
| Swansea City          | 0 - 0 | 1 - 3  | 1 - 3  | SSC Naples          |
| Juventus              | 2 - 0 | 4 - 0  | 2 - 0  | Trabzonspor         |
| NK Maribor            | 2 - 2 | 3 - 4  | 1 - 2  | Séville FC          |
| Viktoria Plzeň        | 1 - 1 | 3 - 2  | 2 - 1  | Chakhtar Donetsk    |
| Tchernomorets Odessa  | 0 - 0 | 0 - 1  | 0 - 1  | Olympique lyonnais  |
| Lazio Rome            | 0 - 1 | 3 - 4  | 3 - 3  | Ludogorets Razgrad  |
| Esbjerg fB            | 1 - 3 | 2 - 4  | 1 - 1  | ACF Fiorentina      |
| Ajax Amsterdam        | 0 - 3 | 1 - 6  | 1 - 3  | Red Bull Salzbourg  |
| Maccabi Tel-Aviv      | 0 - 0 | 0 - 3  | 0 - 3  | FC Bâle             |
| FC Porto              | 2 - 2 | E5 - 5 | 3 - 3  | Eintracht Francfort |
| Anji Makhatchkala     | 0 - 0 | 2 - 0  | 2 - 0  | KRC Genk            |
| Dynamo Kiev           | 0 - 2 | 0 - 2  | 0 - 0  | Valence CF          |
| PAOK Salonique        | 0 - 1 | 0 - 4  | 0 - 3  | Benfica Lisbonne    |
| Slovan Liberec        | 0 - 1 | 1 - 2  | 1 - 1  | AZ Alkmaar          |

### Huitièmes de finale
| Équipe             | Aller | Total          | Retour   | Équipe             |
| ------------------ | ----- | -------------- | -------- | ------------------ |
| AZ Alkmaar         | 1 - 0 | 1 - 0          | 0 - 0    | Anji Makhatchkala  |
| Ludogorets Razgrad | 0 - 3 | 0 - 4          | 0 - 1    | Valence CF         |
| FC Porto           | 1 - 0 | 3 - 2          | 2 - 2    | SSC Naples         |
| Olympique lyonnais | 4 - 1 | 5 - 3          | 1 - 2    | Viktoria Plzeň     |
| Séville FC         | 0 - 2 | 2 - 2 4 - 3tab | 2 - 0 ap | Betis Séville      |
| Tottenham Hotspur  | 1 - 3 | 3 - 5          | 2 - 2    | Benfica Lisbonne   |
| FC Bâle            | 0 - 0 | 2 - 1          | 2 - 1    | Red Bull Salzbourg |
| Juventus           | 1 - 1 | 2 - 1          | 1 - 0    | ACF Fiorentina     |

### Quarts de finale
| Équipe             | Aller | Total | Retour   | Équipe           |
| ------------------ | ----- | ----- | -------- | ---------------- |
| AZ Alkmaar         | 0 - 1 | 0 - 3 | 0 - 2    | Benfica Lisbonne |
| Olympique lyonnais | 0 - 1 | 1 - 3 | 1 - 2    | Juventus         |
| FC Bâle            | 3 - 0 | 3 - 5 | 0 - 5 ap | Valence CF       |
| FC Porto           | 1 - 0 | 2 - 4 | 1 - 4    | Séville FC       |

### Demi-finales
| Équipe           | Aller | Total  | Retour | Équipe     |
| ---------------- | ----- | ------ | ------ | ---------- |
| Séville FC       | 2 - 0 | E3 - 3 | 1 - 3  | Valence CF |
| Benfica Lisbonne | 2 - 1 | 2 - 1  | 0 - 0  | Juventus   |

### Finale
La finale s'est disputée sur une seule rencontre, le mercredi 14 mai 2014, à Turin en Italie, au Juventus Stadium.
| Club       | Score             | Club             |
| ---------- | ----------------- | ---------------- |
| Séville FC | 0 - 0 ap 4 - 2tab | Benfica Lisbonne |

### Tableau final
|  | Quarts de finale   | Quarts de finale   | Quarts de finale | Quarts de finale |                  |                  | Demi-finales | Demi-finales | Demi-finales | Demi-finales |  |  | Finale                              | Finale | Finale | Finale |
|  |                    |                    |                  |                  |                  |                  |              |              |              |              |  |  |                                     |        |        |        |
|  |                    |                    |                  |                  |                  |                  |              |              |              |              |  |  | 14 mai 2014 - Juventus Arena, Turin |        |        |        |
|  |                    |                    |                  |                  |                  |                  |              |              |              |              |  |  |                                     |        |        |        |
|  | FC Porto           | FC Porto           | 1                | 1                |                  |                  |              |              |              |              |  |  |                                     |        |        |        |
|  | FC Porto           | FC Porto           | 1                | 1                |                  |                  |              |              |              |              |  |  |                                     |        |        |        |
|  | Séville FC         | Séville FC         | 0                | 4                |                  |                  |              |              |              |              |  |  |                                     |        |        |        |
|  | Séville FC         | Séville FC         | 0                | 4                | Séville FC       | Séville FC       | 2            | 1E           |              |              |  |  |                                     |        |        |        |
|  |                    |                    |                  |                  | Séville FC       | Séville FC       | 2            | 1E           |              |              |  |  |                                     |        |        |        |
|  |                    |                    | Valence CF       | Valence CF       | 0                | 3                |              |              |              |              |  |  |                                     |        |        |        |
|  | FC Bâle            | FC Bâle            | Valence CF       | Valence CF       | 0                | 3                | 3            | 0            |              |              |  |  |                                     |        |        |        |
|  | FC Bâle            | FC Bâle            |                  |                  |                  |                  |              | 0            |              |              |  |  |                                     |        |        |        |
|  | Valence CF         | Valence CF         | 0                | 5 ap             |                  |                  |              |              |              |              |  |  |                                     |        |        |        |
|  | Valence CF         | Valence CF         | 0                | 5 ap             | Séville FC       | Séville FC       | 0ap (4)      | 0ap (4)      |              |              |  |  |                                     |        |        |        |
|  |                    |                    |                  |                  | Séville FC       | Séville FC       | 0ap (4)      | 0ap (4)      |              |              |  |  |                                     |        |        |        |
|  |                    |                    | Benfica Lisbonne | Benfica Lisbonne | 0 tab(2)         | 0 tab(2)         |              |              |              |              |  |  |                                     |        |        |        |
|  | AZ Alkmaar         | AZ Alkmaar         | Benfica Lisbonne | Benfica Lisbonne | 0 tab(2)         | 0 tab(2)         | 0            | 0            |              |              |  |  |                                     |        |        |        |
|  | AZ Alkmaar         | AZ Alkmaar         |                  |                  |                  |                  |              |              |              |              |  |  |                                     |        |        |        |
|  | Benfica Lisbonne   | Benfica Lisbonne   | 1                | 2                |                  |                  |              |              |              |              |  |  |                                     |        |        |        |
|  | Benfica Lisbonne   | Benfica Lisbonne   | 1                | 2                | Benfica Lisbonne | Benfica Lisbonne | 2            | 0            |              |              |  |  |                                     |        |        |        |
|  |                    |                    |                  |                  | Benfica Lisbonne | Benfica Lisbonne | 2            | 0            |              |              |  |  |                                     |        |        |        |
|  |                    |                    | Juventus         | Juventus         | 1                | 0                |              |              |              |              |  |  |                                     |        |        |        |
|  | Olympique lyonnais | Olympique lyonnais | Juventus         | Juventus         | 1                | 0                | 0            | 1            |              |              |  |  |                                     |        |        |        |
|  | Olympique lyonnais | Olympique lyonnais |                  |                  |                  |                  |              | 1            |              |              |  |  |                                     |        |        |        |
|  | Juventus           | Juventus           | 1                | 2                |                  |                  |              |              |              |              |  |  |                                     |        |        |        |
|  | Juventus           | Juventus           | 1                | 2                |                  |                  |              |              |              |              |  |  |                                     |        |        |        |
|  |                    |                    |                  |                  |                  |                  |              |              |              |              |  |  |                                     |        |        |        |

| Vainqueur Ligue Europa 2014 |
| --------------------------- |
| Séville FC 3º titre         |

## Nombre d'équipes par pays et par tour
L'ordre des fédérations est établi suivant le classement UEFA des pays en 2013.
| Espagne             |                     | 2 Séville, Betis                     | +1  | 3 Séville, Betis, Valence                   |    | 3 Séville, Betis, Valence                      | 3 Séville, Betis, Valence          | 2 Séville, Valence | 2 Séville, Valence | 1 Séville |  |  |  |
| Angleterre          |                     | 2 Swansea, Tottenham                 | +1  | 3 Swansea, Tottenham, Wigan                 |    | 2 Swansea, Tottenham                           | 1 Tottenham                        |                    |                    |           |  |  |  |
| Allemagne           |                     | 2 Stuttgart, Francfort               | +1  | 2 Fribourg, Francfort                       |    | 1 Francfort                                    |                                    |                    |                    |           |  |  |  |
| Italie              |                     | 2 Udinese, ACF Fiorentina            | +1  | 2 Lazio, ACF Fiorentina                     | +2 | 4 Lazio Rome, ACF Fiorentina, Juventus, Naples | 3 ACF Fiorentina, Juventus, Naples | 1 Juventus         | 1 Juventus         |           |  |  |  |
| Portugal            |                     | 2 Braga, Estoril-Praia               | +2  | 3 Vitória, Paços de Ferreira, Estoril-Praia | +2 | 2 Porto, Benfica                               | 2 Porto, Benfica                   | 2 Porto, Benfica   | 1 Benfica          | 1 Benfica |  |  |  |
| France              |                     | 2 Saint-Étienne, Nice                | +2  | 2 Bordeaux, Lyon                            |    | 1 Lyon                                         | 1 Lyon                             | 1 Lyon             |                    |           |  |  |  |
| Ukraine             |                     | 3 Kiev, Dnipro, Odessa               |     | 3 Kiev, Dnipro, Odessa                      | +1 | 4 Kiev, Donetsk, Dnipro, Odessa                |                                    |                    |                    |           |  |  |  |
| Russie              |                     | 3 Spartak, Kazan, Kuban              | +1  | 3 Makhatchkala, Kazan, Kuban                |    | 2 Makhatchkala, Kuban                          | 1 Makhatchkala                     |                    |                    |           |  |  |  |
| Pays-Bas            |                     | 2 Feyenoord, AZ                      | +1  | 2 PSV, AZ                                   | +1 | 2 AZ, Ajax                                     | 1 AZ                               | 1 AZ               |                    |           |  |  |  |
| Turquie             |                     | 2 Beşiktaş, Trabzonspor              |     | 1 Trabzonspor                               |    | 1 Trabzonspor                                  |                                    |                    |                    |           |  |  |  |
| Belgique            |                     | 3 Genk, Standard, Waregem            |     | 3 Genk, Standard, Waregem                   |    | 1 Genk                                         |                                    |                    |                    |           |  |  |  |
| Grèce               |                     | 1 Atromitos                          | +1  | 1 PAOK                                      |    | 1 PAOK                                         |                                    |                    |                    |           |  |  |  |
| Suisse              |                     | 3 FC Thoune, Grasshopper, Saint-Gall |     | 2 FC Thoune, Saint-Gall                     | +1 | 1 Bâle                                         | 1 Bâle                             | 1 Bâle             |                    |           |  |  |  |
| Chypre              |                     | 2 APOEL, Limassol                    |     | 2 APOEL, Limassol                           |    |                                                |                                    |                    |                    |           |  |  |  |
| Danemark            |                     | 2 Esbjerg, Nordsjælland              |     | 1 Esbjerg                                   |    | 1 Esbjerg                                      |                                    |                    |                    |           |  |  |  |
| Autriche            |                     | 3 Pasching, Rapid, Salzbourg         |     | 2 Rapid, Salzbourg                          |    | 1 Salzbourg                                    | 1 Salzbourg                        |                    |                    |           |  |  |  |
| République tchèque  |                     | 2 Liberec, Jablonec                  |     | 1 Liberec                                   | +1 | 2 Liberec, Plzeň                               | 1 Plzeň                            |                    |                    |           |  |  |  |
| Roumanie            |                     | 3 Astra, Ploiești, Târgu Jiu         |     | 1 Târgu Jiu                                 |    |                                                |                                    |                    |                    |           |  |  |  |
| Israël              |                     | 2 Tel-Aviv, Haïfa                    |     | 2 Tel-Aviv, Haïfa                           |    | 1 Tel-Aviv                                     |                                    |                    |                    |           |  |  |  |
| Pologne             |                     | 1 Wrocław                            | +1  | 1 Legia                                     |    |                                                |                                    |                    |                    |           |  |  |  |
| Croatie             |                     | 1 Rijeka                             | +1  | 2 Zagreb, Rijeka                            |    |                                                |                                    |                    |                    |           |  |  |  |
| Serbie              |                     | 2 Partizan, Vojvodina                |     |                                             |    |                                                |                                    |                    |                    |           |  |  |  |
| Norvège             |                     | 2 Molde, Tromsø                      |     | 1 Tromsø                                    |    |                                                |                                    |                    |                    |           |  |  |  |
| Bulgarie            |                     | 0                                    | +1  | 1 Ludogorets                                |    | 1 Ludogorets                                   | 1 Ludogorets                       |                    |                    |           |  |  |  |
| Slovénie            |                     | 0                                    | +1  | 1 Maribor                                   |    | 1 Maribor                                      |                                    |                    |                    |           |  |  |  |
| Géorgie             |                     | 2 Gori, Tbilissi                     |     |                                             |    |                                                |                                    |                    |                    |           |  |  |  |
| Kazakhstan          |                     | 1 Aktobe                             | +1  | 1 Karagandy                                 |    |                                                |                                    |                    |                    |           |  |  |  |
| Albanie             |                     | 2 Korçë, Kukësi                      |     |                                             |    |                                                |                                    |                    |                    |           |  |  |  |
| Autres associations | Autres associations | 7                                    |     | 2                                           |    |                                                |                                    |                    |                    |           |  |  |  |
| Total               | Total               | 61                                   | +16 | 48                                          | +8 | 32                                             | 16                                 | 8                  | 4                  | 2         |  |  |  |

- Associations n'ayant qu'un seul club représentant en barrages et aucun en barrage de la Ligue des champions, élimination :
  - en barrages :  Qarabağ Ağdam,  FK Minsk,  Nõmme Kalju,  FH Hafnarfjörður,  Žalgiris Vilnius
  - en phase de groupes :  Sheriff Tiraspol,  IF Elfsborg

## Classements annexes
- Dernière mise à jour faite après les matches du 13 mars 2014
- Statistiques officielles de l'UEFA
- Rencontres de qualification non-incluses

### Meilleurs buteurs
| Rang | Buteur           | Club               | Buts |
| ---- | ---------------- | ------------------ | ---- |
| 1    | Jonathan Soriano | Red Bull Salzbourg | 8    |
| 2    | Paco Alcácer     | Valence CF         | 7    |
| 3    | Roman Bezjak     | Ludogorets Razgrad | 6    |
| 4    | Olcan Adın       | Trabzonspor        | 5    |
| 4    | Kevin Gameiro    | Séville FC         | 5    |
| 4    | Jermain Defoe    | Tottenham Hotspur  | 5    |

### Meilleurs passeurs
| Rang | Passeur             | Club                | Passes | Minutes jouées |
| ---- | ------------------- | ------------------- | ------ | -------------- |
| 1    | Bebras Natcho       | Rubin Kazan         | 5      | 450            |
| 1    | Kevin Kampl         | Red Bull Salzbourg  | 5      | 768            |
| 3    | Christian Eriksen   | Tottenham Hotspur   | 4      | 440            |
| 4    | Fabien Camus        | KRC Genk            | 4      | 462            |
| 5    | Tranquillo Barnetta | Eintracht Francfort | 4      | 497            |
| 6    | Alan                | Red Bull Salzbourg  | 4      | 682            |